# Capitaine Haddock
Vous lisez un « article de qualité » labellisé en 2023.
Archibald Haddock, généralement appelé le capitaine Haddock, est un personnage de fiction des Aventures de Tintin de Hergé. Apparu tardivement dans la série, dans Le Crabe aux pinces d'or en 1941, il en devient un des personnages principaux et le meilleur ami de Tintin, qu'il accompagne ensuite dans chacune de ses aventures.
Capitaine au long cours d'âge mûr, Haddock est l'archétype du marin, reconnaissable à son pull à col roulé bleu frappé d'une ancre au milieu de la poitrine, à sa casquette et à sa barbe foisonnante. Impulsif et colérique, il exprime sa mauvaise humeur à travers les nombreux jurons qui le caractérisent, mais c'est avant tout un homme au cœur tendre qui refuse l'injustice et se montre toujours prêt à aider ses amis.
Plus que ses colères, l'alcoolisme est son principal défaut. Grand amateur de whisky, il lui arrive d'en consommer jusqu'à ne plus obéir qu'à ses pulsions, ce qui peut le conduire à des crises de dépression ou de folie furieuse, qu'il regrette amèrement ensuite. Dans sa première aventure, il est en constant état d'ébriété et sous la domination de son propre équipage, mais il gagne en respectabilité au contact de Tintin, sans toutefois parvenir à se défaire de sa dépendance. L'alcool n'est pas sa seule addiction, puisque le capitaine fume également la pipe.
Haddock est l'un des rares personnages de la série qui soit doté d'un passé, et celui-ci est très fortement valorisé, dans un épisode à forte dimension historique. Le diptyque formé par Le Secret de La Licorne et Le Trésor de Rackham le Rouge le mène sur les traces de son ancêtre, le chevalier François de Hadoque, et offre à la « famille de papier » qui se met en place autour de Tintin un nouveau lieu d'attache, le château de Moulinsart, ce qui confère au capitaine un double rôle de fédérateur et de catalyseur des Aventures. Par son visage expressif et tourmenté, Haddock apparaît comme le « négatif » du héros trop lisse incarné par Tintin. Il apporte une certaine humanité dans la série, à laquelle le lecteur s'identifie plus facilement : dans un sondage effectué en 1996 auprès des lecteurs de la série, le capitaine est désigné comme leur personnage préféré.
Sa maladresse et sa propension à s'exposer au danger font du capitaine une source inépuisable d'effets comiques, mais un comique involontaire qui fait d'abord rire à ses dépens. De chutes en collisions, il déclenche une série de catastrophes qui sont parfois un support au comique de répétition. Les relations qu'il noue avec les autres personnages au fil des aventures forment autant de duos comiques. Il cherche par exemple à fuir à tout prix l'assureur Séraphin Lampion, le jeune prince Abdallah ou la cantatrice Bianca Castafiore. Avec cette dernière, il entretient des rapports ambigus, mélange d'angoisse, d'attirance et de répulsion dans lequel certains spécialistes de l'œuvre d'Hergé analysent des symboles érotiques.
Le capitaine Haddock a été incarné à l'écran par Georges Wilson dans Tintin et le Mystère de la Toison d'or (1961), Jean Bouise dans Tintin et les Oranges bleues (1964) puis par Andy Serkis dans Les Aventures de Tintin : Le Secret de La Licorne (2011), tandis que de nombreux comédiens lui ont prêté leur voix dans des adaptations radiophoniques ou des séries d'animation. Depuis 2015, il est incarné à l'opéra par Michel de Warzée. Plusieurs auteurs de bande dessinée lui rendent hommage en l'évoquant ou en reprenant ses traits.

## Personnage

### Biographie fictive
« Le capitaine Haddock, c'est d'abord un métier fait homme. Il appartient naturellement, intrinsèquement et essentiellement à l'espèce marin. Cela saute aux yeux avant même qu'il ait prononcé un mot. »

— Pierre Assouline, Hergé, 1996

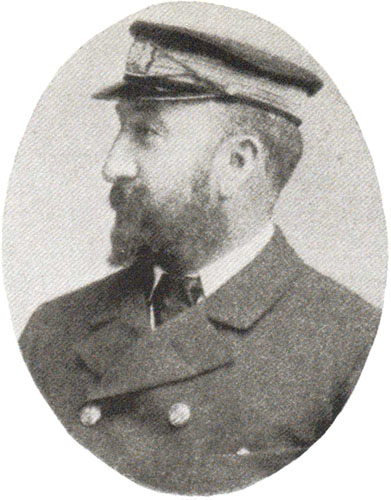
Un capitaine de navire.

Archibald Haddock est un capitaine de navire au long cours. Vêtu d'un pull à col roulé bleu frappé d'une ancre au milieu de la poitrine, il porte une casquette de marin, une barbe et d'épais cheveux noirs, et parfois une pipe. Le capitaine Haddock est l'un des seuls personnages de la série à être doté d'une famille. Il évoque sa mère dès sa première rencontre avec Tintin, tandis que son aïeul, le chevalier François de Hadoque, est le capitaine de La Licorne, un vaisseau de ligne de troisième rang de la flotte de Louis XIV. La ressemblance physique entre les deux personnages rend incontestable leur filiation, bien que l'orthographe de leurs patronymes respectifs diffère légèrement et que le capitaine ait abandonné la particule.
Personnage bourru doté d'un caractère insoumis, il est aussi maladroit qu'impulsif,. Son tempérament se manifeste à travers ses invectives et les nombreux jurons qu'il profère, mais son cœur tendre se révèle quand il se prend de pitié pour les esclaves africains dans Coke en stock ou qu'il invite des romanichels à s'installer chez lui dans Les Bijoux de la Castafiore. Plus que ses colères, son penchant pour l'alcool, et plus particulièrement le whisky, est son principal défaut. Quand Tintin le rencontre, c'est un ivrogne manipulé par son propre équipage : son second, le lieutenant Allan Thompson, le fournit en alcool pour exercer, de fait, le commandement du navire et mener sans être inquiété un trafic de stupéfiants. Au contact de Tintin, le capitaine gagne en respectabilité et en estime de soi. Il est même élu président de la Ligue des marins antialcooliques dans L'Étoile mystérieuse, ce qui ne l'empêche pas de faire embarquer plusieurs caisses de whisky à bord de son navire.
À la fin du Trésor de Rackham le Rouge, il s'installe au château de Moulinsart, la demeure de son ancêtre le chevalier de Hadoque qu'il parvient à racheter grâce à l'argent du professeur Tournesol.

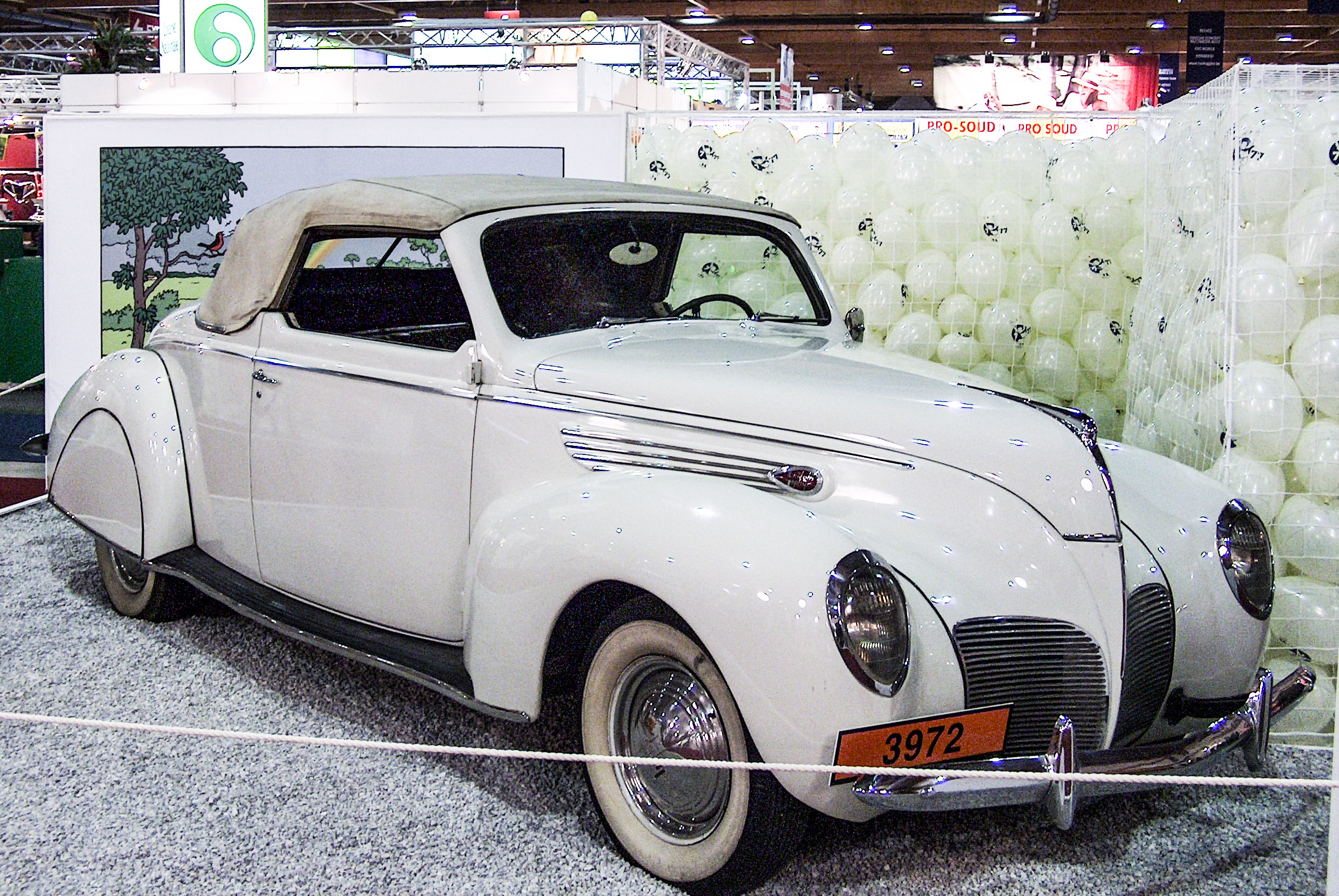
Une Lincoln-Zephyr, similaire à celle du capitaine.

Du fait de cette soudaine aisance financière et du nouveau statut social qu'elle entraîne, Haddock succombe, au moins pour un temps, à une certaine élégance. Dans Les Sept Boules de cristal, il apparaît dans ses nouveaux habits de châtelain : veste de tweed, gilet, monocle et lavallière. Il s'adonne, sans succès, à l'équitation et conduit Tintin au music-hall en costume complet. Il possède également une voiture de luxe, une Lincoln-Zephyr de couleur jaune.
Les membres de sa famille ne sont pas les seuls éléments connus de sa biographie. Dans L'Étoile mystérieuse, il rencontre dans le port d'Akureyri le capitaine Chester, avec lequel il dit avoir navigué pendant plus de vingt ans. Dans ce même album, son attitude à la barre prouve ses qualités de marin et son expérience, quand il ne voit qu'un « simple coup de tabac » alors que Tintin parle de tempête. De même, dans Les Sept Boules de cristal, la voix de la Castafiore lui rappelle un cyclone qu'il a autrefois essuyé dans la mer des Caraïbes.
Si la nationalité de Haddock est incertaine, plusieurs tintinologues lui attribuent une origine britannique. D'une part, son nom et son prénom, comme ceux de son ami Chester et de son lieutenant Allan Thompson, sont à consonance britannique. D'autre part, il raffole du whisky, une boisson typiquement écossaise ou irlandaise.
Enfin, le capitaine possède une certaine culture littéraire et musicale. Dans l’album Le Trésor de Rackham le Rouge, à bord de la chaloupe qui le ramène vers son navire, il récite le quatrième quatrain du poème Le Lac d'Alphonse de Lamartine. Dans Objectif Lune, il cite l'expression prêtée aux gladiateurs romains, « Ave, César, ceux qui vont mourir te saluent ! », avant de s'embarquer dans la fusée, puis reprend une réplique de Molière juste avant son décollage. Et tandis que Tintin est un grand amateur de livres, le capitaine semble avoir une certaine prédilection pour la musique. Il lui arrive régulièrement de chanter, bien qu'il ne supporte pas la voix de la Castafiore.

### Apparitions dans les albums
Le capitaine Haddock apparaît pour la première fois le 2 janvier 1941, dans la prépublication en noir et blanc du Crabe aux pinces d'or, la neuvième aventure de la série, publiée en feuilleton dans Le Soir-Jeunesse, un supplément hebdomadaire du quotidien belge Le Soir,. Il y figure dans quatre cases, dont deux en compagnie de son lieutenant, Allan Thompson, qui l'abreuve de whisky pour s'accaparer le commandement du Karaboudjan. La véritable rencontre avec Tintin a lieu dans les planches suivantes, diffusées une semaine plus tard, le 9 janvier.
Cette première rencontre est pour le moins brutale, car Tintin tombe littéralement sur le capitaine en voulant s'échapper de la cale du cargo où il est détenu. Alcoolique notoire, Haddock devient pourtant pour Tintin un allié improbable dans sa lutte contre les trafiquants de drogue et, dès lors, il figure dans chaque album de la série, sans interruption.
L'identité du capitaine est révélée plus tardivement dans cette aventure, lors d'un échange téléphonique, tandis que son prénom, Archibald, n'est évoqué que dans le dernier album achevé de la série, Tintin et les Picaros.
Le capitaine ne figure pas dans la première version de Tintin au pays de l'or noir, une histoire interrompue par l'invasion de la Belgique par l'armée allemande en mai 1940 et donc antérieure au Crabe aux pinces d'or. Mais quand Hergé la reprend, en 1948, il est dans l'obligation d'intégrer Haddock au scénario car les lecteurs n'auraient pas compris l'absence de celui qui est devenu l'un des personnages principaux de la série et l’ami inséparable de Tintin,.
Pour éviter d'avoir à modifier en profondeur l'intrigue et le découpage déjà établi pour cette aventure, il ne fait intervenir le capitaine qu'à la toute fin de l’histoire. Son arrivée providentielle dans le bunker du docteur Müller au secours de Tintin en grande difficulté est imprévue, mais, pour ne pas avoir à la justifier, Hergé use d'une astuce : à chaque fois que le capitaine essaie d'en raconter le motif, affirmant que c'est « à la fois très simple et très compliqué », il est interrompu par un évènement extérieur, jusqu'à renoncer définitivement à s'expliquer dans la dernière planche, en proie à l'énervement et au découragement.

### Sources d'inspiration

L'aiglefin, appelé haddock quand il est fumé (New York Public Library).

Dans ses carnets préparatoires, Hergé consigne en avril 1939 une note lue dans Le Vingtième Siècle, qui raconte l'histoire d'un commandant de navire qui n'aimait pas la mer et noyait sa phobie dans le whisky. De même, le nom Haddock figure dans un de ces carnets, daté de l'année 1937, au milieu d'autres noms à consonance britannique. Mais ce nouveau personnage ne semble pas avoir de modèle précis. La première femme d'Hergé, Germaine Kieckens, avait affirmé à des journalistes que le nom de « Haddock » venait du plat d'aiglefin fumé qu'ils appréciaient tous les deux, une anecdote confirmée quelques années plus tard par le dessinateur lui-même,.

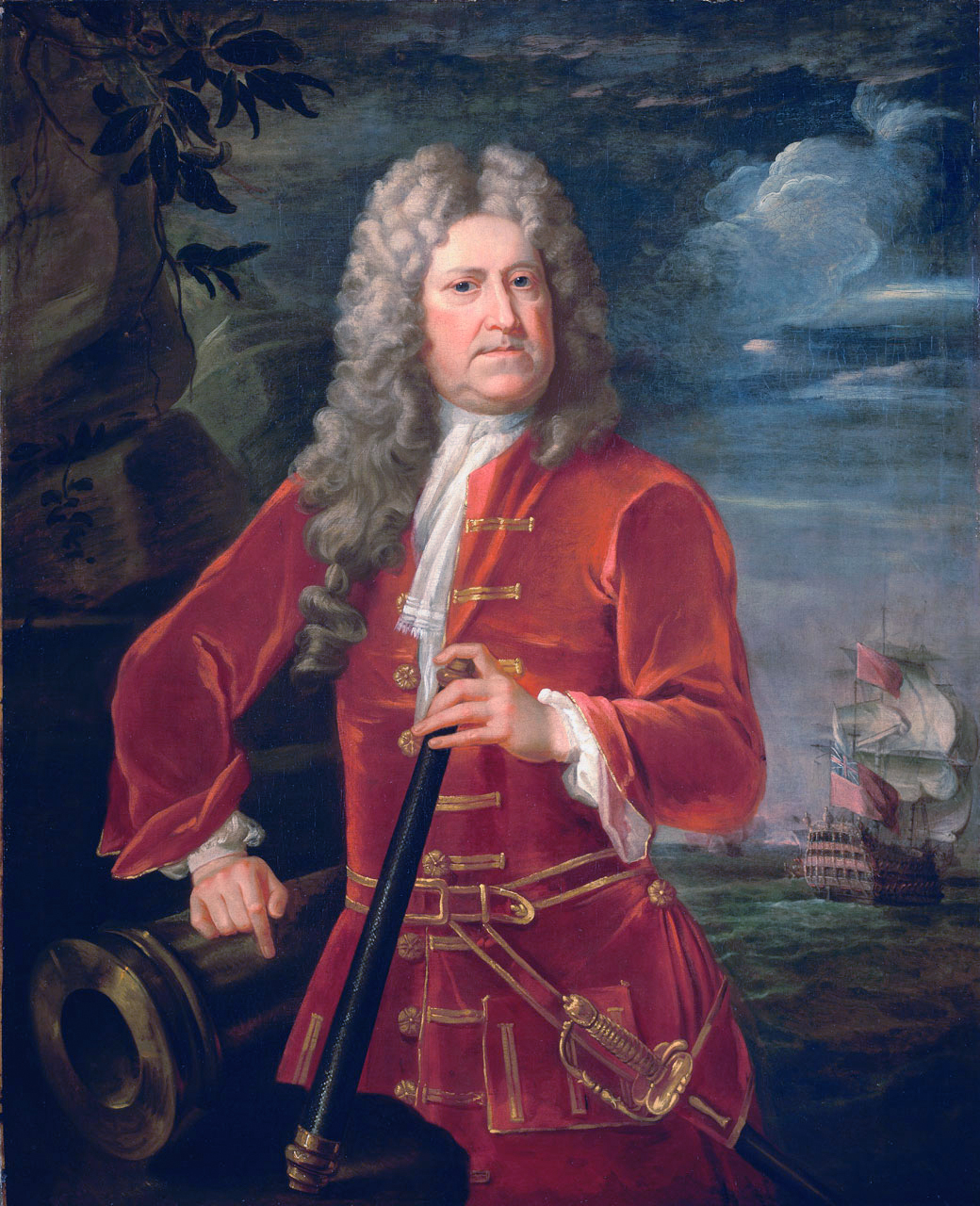
École anglaise, Nicholas Haddock, musée national maritime Greenwich.

Pour autant, plusieurs spécialistes de son œuvre avancent d'autres hypothèses en s'appuyant sur un certain nombre de coïncidences. Ainsi, le critique littéraire Philippe Goddin considère qu'Hergé a pu être inspiré par un film franco-allemand de Hanns Schwarz et Max de Vaucorbeil, Le capitaine Craddock, sorti en 1931 et apprécié par le dessinateur et sa femme. Dans Le Crabe aux pinces d'or, le capitaine Haddock entonne d'ailleurs une chanson extraite de ce film, Les Gars de la marine, dont Hergé avait acheté le disque 78 tours,.
Jean-Paul Tomasi et Michel Deligne, auteurs d'une étude sur l'influence des romans de Jules Verne sur l'œuvre d'Hergé, rapprochent le personnage du capitaine Haddock de celui du marin Pencroff, dans L'Île mystérieuse, avec qui il partage la barbe, le caractère impulsif, le goût du tabac et des jurons. Selon le dessinateur de BD Jacques Martin, Hergé s'est aussi inspiré de son ancien collaborateur Edgar P. Jacobs en raison du potentiel comique de ce dernier.
Cela étant, le patronyme Haddock est bien réel et plusieurs authentiques officiers de marine britanniques ont porté ce nom, ce qu'Hergé ignorait. Le membre le plus illustre de cette famille, Richard Haddock, commande le Royal James à la bataille de Solebay en 1672, tandis que son fils Nicholas devient lui aussi amiral dans la Royal Navy. Plus tard, au XXe siècle, Herbert Haddock, un officier de réserve navale, reconverti dans la White Star Line, devient le premier commandant en titre du Titanic.
La tombe de Maddy Haddock, la mère de Richard Haddock, amiral britannique de la Royal Navy qui a inspiré Hergé,  a été, plusieurs décennies plus tard, classée monument historique. C’est l’une des deux tombes considérées comme lieux protégés par l’agence gouvernementale britannique Historic England.

## Analyse

### Évolution et place du personnage dans la série
« D'abord épave alcoolique, ensuite hurleur rabelaisien, bientôt confident et ami de Tintin, enfin celui qui lui offrira en plus d'une fratrie (avec Tournesol), une généalogie familiale d'appoint, Haddock devint un personnage tellement remarquable qu'il risqua même d'éclipser Tintin. »

— Pierre Sterckx, L'art d'Hergé, 2015

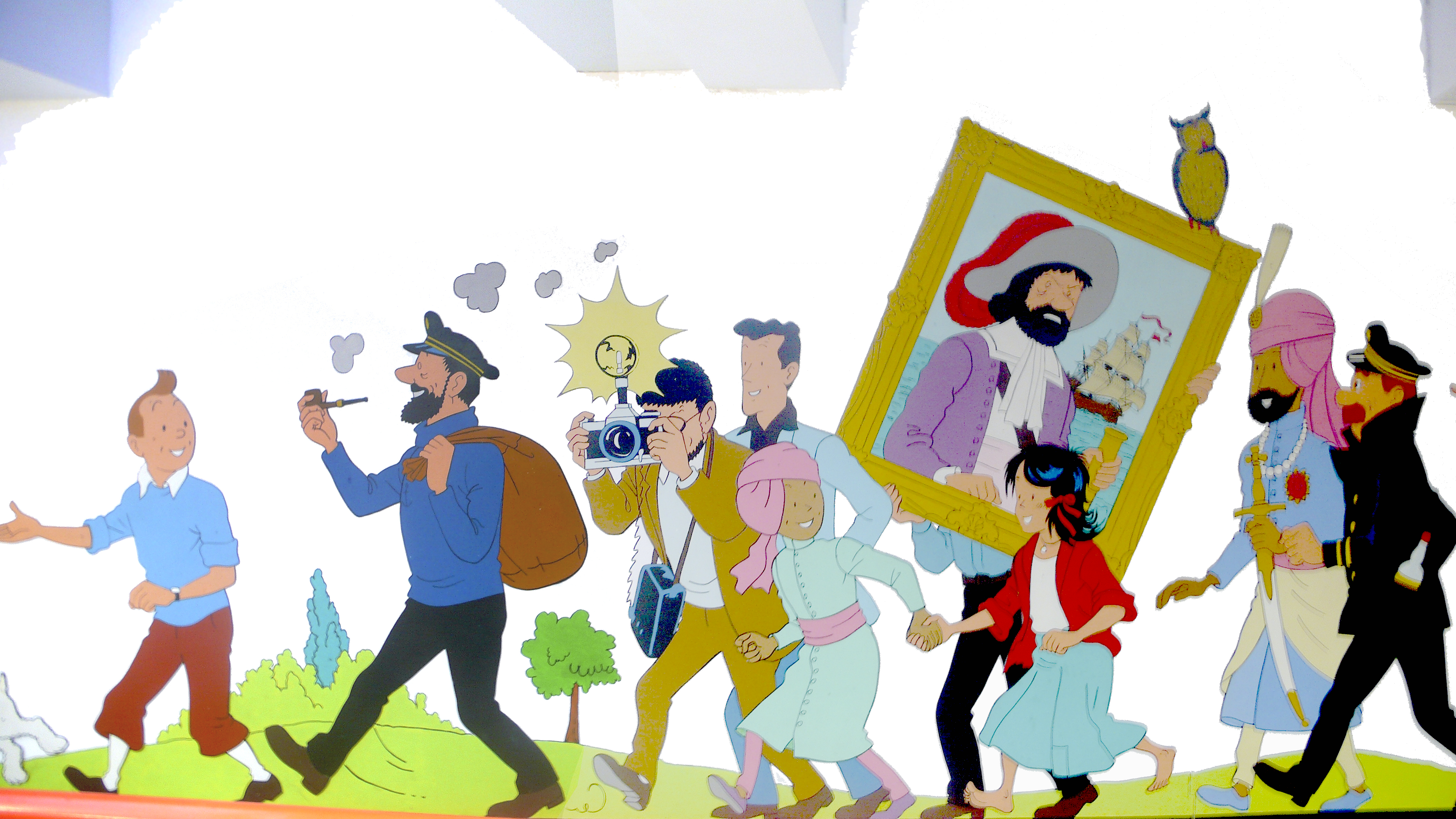
Haddock (deuxième à gauche) avec d'autres personnages de la série, dont son ancêtre François de Hadoque en tableau, sur les murs de la station de métro Stockel.

Quand le capitaine Haddock apparaît dans Le Crabe aux pinces d'or, rien ne le prédestine à devenir un personnage inséparable de Tintin, de l'aveu même d'Hergé : « Il m'a vraiment presque entraîné de force. Il s'est imposé ! Au début, il n'est pas du tout sympathique. C'est un ivrogne, esclave de son vice : une véritable loque. Lorsqu'il sème la panique dans les rangs des Arabes fuyant sa terrible colère, il n'est pas héroïque du tout : il est simplement ivre ! » Le dessinateur prend cependant conscience du « formidable ingrédient narratif » qu'il tient avec le capitaine. Le critique littéraire Philippe Goddin constate que Le Crabe aux pinces d'or ouvre un nouveau cycle narratif des Aventures de Tintin, dans lequel la mer est le décor principal et qui se poursuit sans discontinuer avec L'Étoile mystérieuse, Le Secret de La Licorne et Le Trésor de Rackham le Rouge.
À son entrée dans la série, Haddock tient plutôt de l'épave que du héros, abattu par le whisky qu'il consomme sans interruption au fond de sa cabine du Karaboudjan. Tintin, à force d'exemple, lui fait prendre conscience de son inconduite et le replace dans le droit chemin. Ainsi, l'album peut être lu comme la progression d'un homme sur le chemin de la rédemption et, pour le critique littéraire Benoît Peeters, « la traversée du « pays de la soif » [...] va permettre à ce comparse un peu lamentable d'accéder au rang de véritable personnage ». Dès lors, la place qu'occupe le capitaine dans la série ne cesse de grandir au fil des albums et ce dernier devient le partenaire privilégié du héros, se substituant ainsi à Milou qui, à l'inverse, perd peu à peu l'usage de la parole,.
Dans L'Étoile mystérieuse, Haddock retrouve pleinement son statut de capitaine de navire. Les fameuses expressions « mille sabords » et « tonnerre de Brest », indissociables du personnage, apparaissent d'ailleurs dans cet album, à deux cases d'intervalle. Loin de la tendance dépressive qu'il laissait entrevoir dans Le Crabe aux pinces d'or, le capitaine retrouve de sa superbe, comme en témoigne l'uniforme de cérémonie qu'il arbore au départ de L'Aurore La mer est son véritable élément, comme il le montre à Tintin en l'initiant aux bases de la navigation. Dans Le Secret de La Licorne, la rencontre de son ancêtre le chevalier François de Hadoque fait de lui « le seul personnage de la série à se trouver doté d'un véritable passé », tandis que son installation au château de Moulinsart, la demeure de son ancêtre, à la fin du Trésor de Rackham le Rouge, achève la mise en place d'une « famille de papier » autour de Tintin et donne un cadre aux héros de la série, qui disposent alors d'un « port d'attache » entre les aventures.
Cette installation s'avère fondamentale car elle donne lieu pour le capitaine à l'abandon de la navigation, qui se révèlera par la suite définitive et, pour Tintin, à une forme de sédentarisation. En ce sens, l'historien Michel Porret relève que l'inauguration de la salle de marine par le capitaine dans la dernière planche de l'album « illustre l'ancrage de l'aventure dans la domus familiale de Moulinsart ».

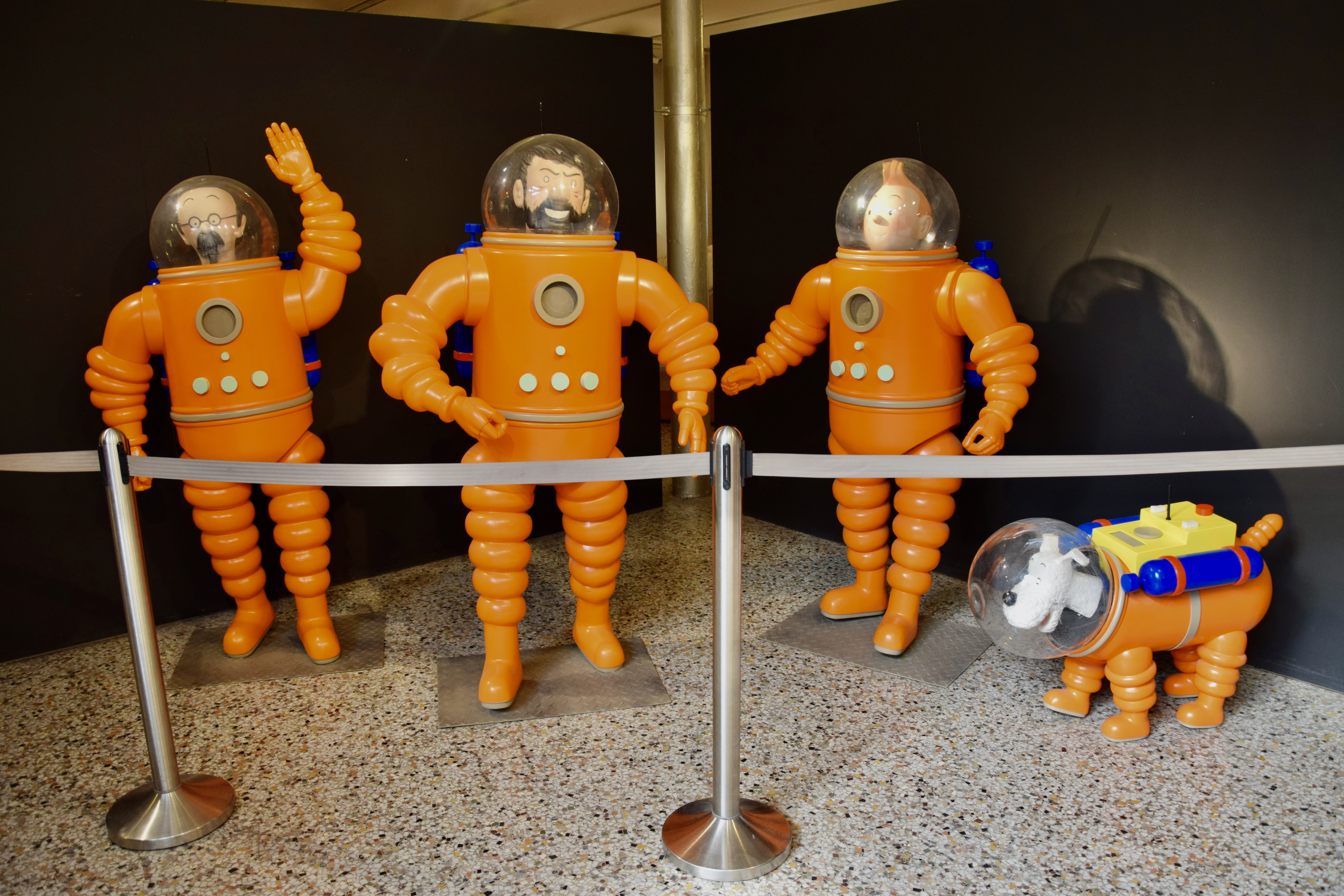
Figurines du professeur Tournesol, du capitaine Haddock, de Tintin et Milou, tirées de l'album On a marché sur la Lune.

Devenu rentier, le capitaine s'embourgeoise et « joue au châtelain » dans Les Sept Boules de cristal, selon le mot de François Rivière. Il adopte une tenue chic, porte le monocle, remplace sa vieille pipe par des havanes, achète une automobile et un cheval. Mais ce changement est trop éloigné du personnage pour être crédible et le capitaine n'est pas à l'aise dans le rôle qu'il se donne : il est incapable de rester en selle sur son cheval et brise sans arrêt son monocle, obligeant son domestique Nestor à en posséder une réserve. Dans les albums du diptyque lunaire, où l'aventure atteint son paroxysme, Haddock exprime son désir de rentrer à Moulinsart et d'y rester définitivement. Ce vœu est reformulé dès la première planche de L'Affaire Tournesol, mais est rapidement contredit par la nécessité de sauver le professeur Tournesol, enlevé par des agents bordures. La résistance du capitaine à l'aventure est de plus en plus forte et, s'il s'engage toujours auprès de Tintin, c'est le plus souvent à contrecœur, comme dans Tintin au Tibet.
Pour autant, l'historien Thierry Wanegffelen s'interroge sur le fait que le capitaine devienne le véritable héros de la série dans les derniers albums. Le lecteur se reconnaît plus facilement en lui qu'en Tintin, qui incarne un « héros trop parfait », et dans Tintin et les Picaros, le dernier album achevé, c'est bien Haddock qui entraîne ses amis dans l'aventure, quand à l'inverse Tintin se montre méfiant. De plus, le capitaine figure au premier plan de la couverture, entraînant derrière lui le groupe qui s'éloigne de la pyramide « paztèque » et du piège qui les y attend. C'est d'ailleurs le seul album de la série pour lequel la mention « Les Aventures de Tintin » n'apparaît pas sur la couverture. Wanegffelen insiste également sur le rôle de catalyseur et fédérateur du capitaine dans la mise en place d'une véritable « famille de papier » autour de Tintin : c'est parce que Haddock part à la conquête du trésor caché par son ancêtre que Tryphon Tournesol se présente au domicile de Tintin dans Le Trésor de Rackham le Rouge ; de même, dans Objectif Lune, c'est en traitant ce dernier de zouave qu'il déclenche une colère inouïe dans laquelle le professeur démontre l'étendue de son savoir scientifique au point d'incarner le plus grand savant de l'Histoire.

### Héros plus humain que Tintin

#### Humanité du capitaine
Archétype du marin, le capitaine est un personnage directement lisible. Contrairement à Tintin, son visage n'est pas lisse mais très expressif, de sorte qu'il est son « négatif ». Dès lors, Haddock est gratifié d'une vie intérieure plus intense, comme le remarque Pierre Assouline.
Dans les premières aventures de la série, le modèle se répète : Tintin incarne la lutte du gentil héros contre les méchants. Mais l'entrée du capitaine fait voler en éclats ce « manichéisme primaire », selon l'expression de Thierry Wanegffelen. Colérique, alcoolique, parfois vaniteux et « enclin à faire la morale aux autres sans pour autant nécessairement se plier à ses propres prescriptions », le capitaine possède tous les défauts que Tintin n'a pas. En cela, Haddock est bien plus qu'un personnage secondaire : il introduit une certaine humanité dans la série. De fait, les lecteurs se reconnaissent plus facilement en lui que dans le héros trop parfait que représente Tintin : « cette dimension existentielle et pleinement humaine change le statut d'une production de grande consommation en œuvre à part entière ».
L'humanité du capitaine transparaît également dans la profonde amitié qui le lie à Tintin. Quand le héros fait irruption de manière brutale dans la cabine du Karaboudjan, Haddock lui fait immédiatement confiance et lui obéit avec une foi naïve. Hergé, pour qui « le tutoiement est la fausse monnaie de l'amitié », les fait spontanément se vouvoyer, bien qu'en état d'ébriété, il arrive au capitaine de tutoyer son jeune ami.
Cette amitié se teinte d'un respect mutuel : quand le capitaine offre aux tziganes de s'installer dans le parc de son château dans Les Bijoux de la Castafiore, Tintin reste muet pendant plusieurs cases, mais son regard se charge d'une expression d'estime et d'admiration. Pour autant, le professeur de littérature Alain Montandon considère que cette apparente générosité cache un « racisme rampant bien ancré » et que son attitude, comme celle de la gendarmerie ou de Nestor, témoigne « d'un refus de l'étranger et de l'inconnu pour préserver la sphère privée ». Par conséquent, l'invitation qu'il lance aux tziganes n'aurait d'autre objet que de réparer le lapsus initial dans lequel il assimile les romanichels aux ordures qui jonchent leur terrain : « La difficile communication entre le capitaine Haddock et les tziganes signale l’appartenance à deux mondes culturels différents et incompatibles. »
La corde utilisée par Tintin pour atteindre le hublot de la cabine du capitaine, dans Le Crabe aux pinces d'or, peut être vue comme une image symbolique de leur amitié indéfectible qui fait son retour dans d'autres aventures. Dans Tintin au Tibet, quand Haddock veut rompre la corde d'alpiniste pour ne pas entraîner Tintin dans la mort, il ne peut la rompre.

#### Résistance à l'aventure
À partir de L'Affaire Tournesol, le capitaine ne semble avoir comme seul désir que d'aspirer au repos, ce qui prend aussi la forme d’une résistance à l'aventure ouvertement revendiquée par le personnage, et qui par la suite devient une constante des derniers albums de la série. Pour autant, elle est à chaque fois contredite par les besoins de l'intrigue et c'est le plus souvent à contrecœur qu'il finit par suivre le héros. Son cauchemar dans Tintin au Tibet semble particulièrement révélateur sur ce point. Le capitaine, qui marche en tête de l'expédition partie de Katmandou, finit par s'endormir sous le poids de la fatigue et de l'alcool. Son rêve, construit comme un « montage surréaliste », offre l'image d'un personnage qui subit l'aventure. La première case révèle toute son impuissance : marchant sous un soleil de plomb, il apparaît vêtu d'un costume rose et de souliers vernis noirs qui lui font mal aux pieds. Cet accoutrement grotesque, tout autant que la guitare qu'il porte en guise de sac à dos, en font « un bouffon ridicule » et soulignent son insignifiance. La présence d'un panneau de sens interdit à droite de l'image traduit la volonté de Tintin d'avancer à n'importe quel prix, à l'opposé de celle du capitaine.
Le professeur Tournesol se tient rapetissé à ses côtés, mais la taille des deux personnages s'inverse dans la dernière case : le capitaine est représenté sous les traits d'un écolier habillé en costume de marin, comme pour montrer l'état diminué dans lequel il se sent. Cette conclusion se joue sur le plateau d'échecs qui n'est rien d'autre que le point de départ du calvaire du capitaine : c'est pendant leur partie au début de l'album que Tintin reçoit en rêve l'appel au secours de Tchang, ce déclencheur de l'aventure duquel nait l'irrépressible résolution du héros. La mise en scène rappelle au capitaine deux incidents qu'il a subis précédemment dans ce récit : la seule pièce représentée sur le plateau ressemble à la vache sacrée qu'il enfourche dans les rues de New Delhi, tandis que le professeur Tournesol, qui le frappe de son parapluie, revêt l'apparence du coolie qui le réprimande dans les rues de Katmandou.
L'essayiste Jean-Marie Apostolidès livre une autre interprétation de ce rêve. Il voit dans le coup de parapluie donné par le professeur dans la scène finale le symbole d'une volonté de castration du fils (Haddock) par le père (Tournesol). Selon lui, le capitaine revit dans cette séquence toute l'histoire de sa relation avec le professeur, d'abord considéré comme un personnage insignifiant lors de leur première rencontre mais finalement admiré pour son génie. Le rêve traduirait donc la culpabilité du capitaine de vouloir rivaliser avec la figure du père.

### Haddock et la colère

#### Un homme prisonnier de son caractère

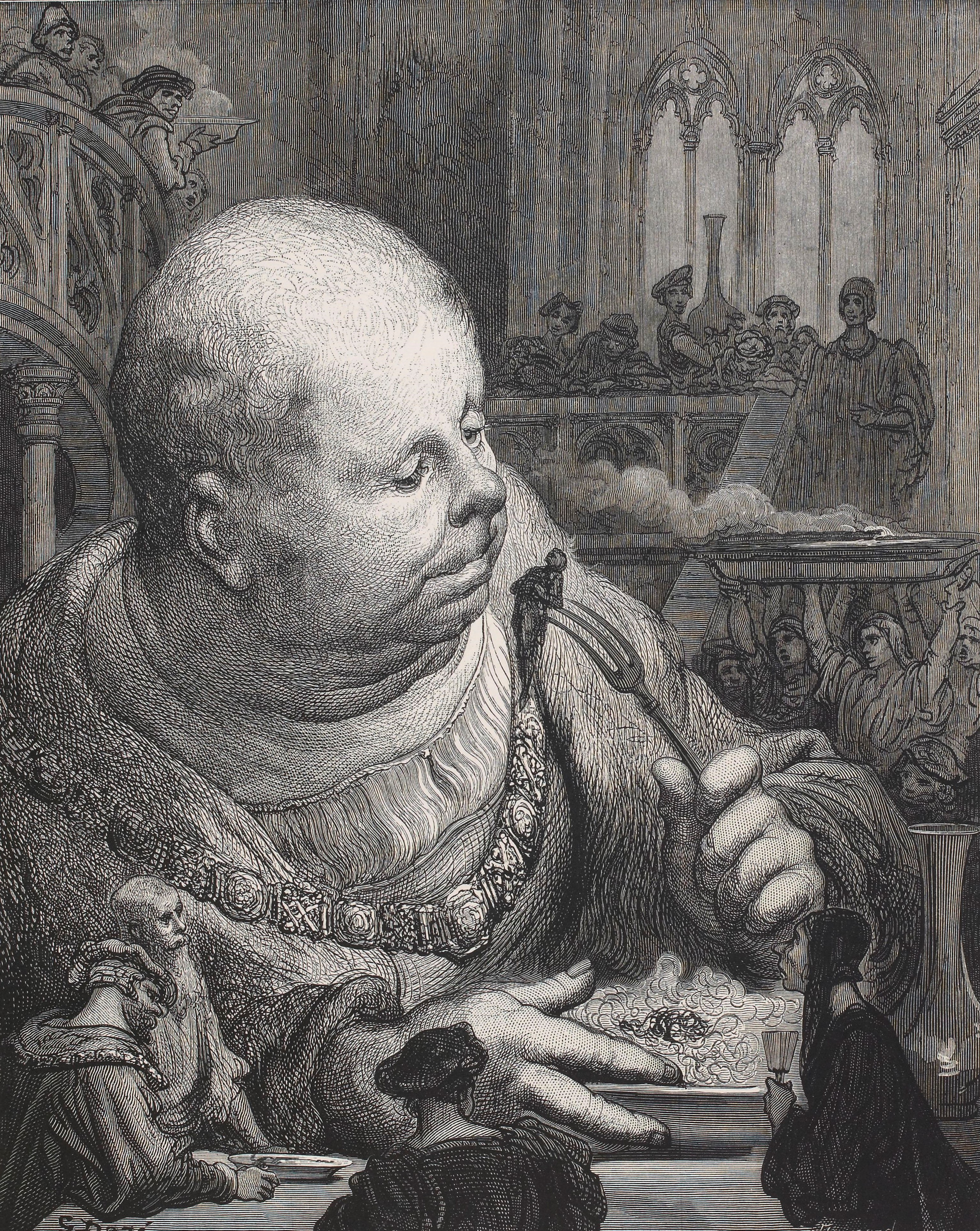
Gargantua, que Pierre Sterckx rapproche du capitaine pour son exubérance.

Haddock est un personnage impulsif et colérique qui se laisse déborder par son enthousiasme ou son découragement. Pour l'essayiste Jean-Marie Apostolidès, l'exubérance du capitaine rappelle celle du personnage de Panurge, et les moines tibétains ne se trompent pas quand ils le surnomment « Tonnerre Grondant ». Pierre Sterckx en fait lui aussi un héritier des « grands parleurs-buveurs » rabelaisiens, comme Grandgousier, Gargamelle et Gargantua.
Le capitaine tient sa puissance vocale de son ancêtre, le chevalier François de Hadoque, comme en témoigne la statue à large bouche qui le représente, retrouvée sur l'île supposée renfermer le trésor de Rackham le Rouge. Ses nombreux emportements font de lui le négatif de Tintin tout en étant le catalyseur de ses aventures, selon la philosophe Laurence Devillairs : « Si Haddock agit et réagit, s'insurge et refuse, Tintin, lui, réfléchit, raisonne et comprend. L'un est tout de passion, l'autre est l'incarnation de l'impassibilité de l'intelligence, l'un est un aventurier, l'autre un sage ». Pour le critique littéraire François Rivière, la colère du capitaine se déploie surtout parce qu'il est « l'incarnation du solitaire hédoniste sans cesse interrompu dans sa quête par des fâcheux de toutes sortes ». Cependant, s'il s'exprime avec fureur, son mécontentement s'apaise aussi vite qu'il a commencé. Son cœur tendre se révèle, découvrant un personnage que Pierre Assouline qualifie de « très humain et dépourvu d'orgueil ».
Le capitaine Haddock est à la fois victime et prisonnier de son caractère. Le sparadrap qui lui colle aux doigts dans L'Affaire Tournesol est « le symbole de cette fatalité intérieure ». Le journaliste Christophe Barbier, pour qui Haddock figure « l'homme rattrapé par ses actes », considère que ce sparadrap est « l'avatar visible du remords, [...] le petit châtiment dévolu aux petites bêtises » et symbolise l'acte répréhensible commis par chaque être humain, un temps caché mais qui finit par rattraper son auteur. C'est d'ailleurs le sens contenu dans l'expression « le sparadrap du capitaine Haddock », passée depuis dans le langage courant,.
Pour Laurence Devillairs, les nombreux emportements du capitaine traduisent son refus du réel, dans un « mélange de panache et de ridicule » qui sert pour autant le récit. Par son décalage continu, Haddock est le moteur de l'aventure : « Par le feu de sa colère et les dérèglements qu'elle provoque, il fait que des évènements ont lieu et qu'une intrigue se noue ».

#### Langage du capitaine

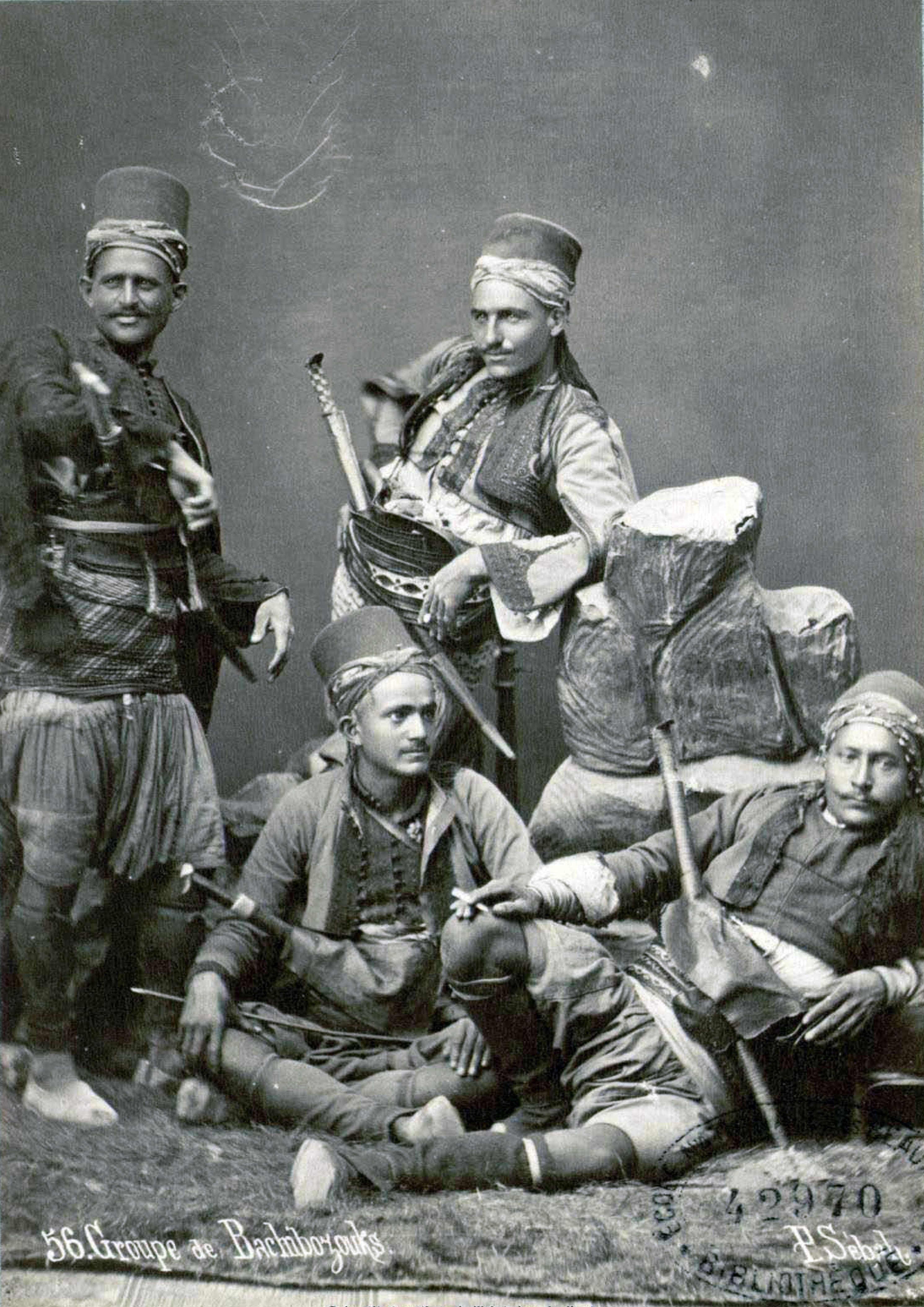
Un groupe de bachi-bouzouks.

Comme d'autres personnages de la série, le capitaine Haddock possède son propre langage. Tandis que les Dupondt multiplient les lapsus et que Bianca Castafiore ne peut s'empêcher d'écorcher le nom de ses interlocuteurs, Haddock jure. La colère qui l'anime se traduit systématiquement dans une salve d'imprécations. Les insultes du capitaine contribuent largement à sa popularité, au point que certaines sont, elles aussi, entrées dans le langage commun. Son répertoire est extrêmement varié et constitue pour Hergé une source inépuisable d'effet comique. Les injures classiques, comme « scélérats » ou « bandits », côtoient des noms d'oiseaux ou d'animaux, en premier lieu les singes, comme le « babouin », le « macaque » ou le « sapajou ». L'auteur procède parfois à des constructions plus longues, à l'image de l'« apprenti dictateur à la noix de coco », mais puise également dans le langage savant, avec des mots issus du latin ou du grec comme « olibrius », « amphitryon » ou encore « anacoluthe », ou dans le répertoire militaire avec son célèbre « bachi-bouzouk », qu'il utilise 21 fois. Ses deux expressions favorites, « tonnerre de Brest » et « mille sabords », apparues en même temps dans L'Étoile mystérieuse, sont à ce point indissociables du personnage que la seconde devient le surnom que lui donne le jeune Abdallah. Auteur d'un dictionnaire des personnages des Aventures de Tintin, Cyril Mozgovine recense 166 occurrences de l'expression « mille sabords », et 144 pour « tonnerre de Brest ».
Pour Hergé, l'injure n'est pas qu'une affaire de mots choisis mais aussi de contexte d'énonciation. La sonorité est primordiale et ce n'est que dans la bouche du capitaine qu'elle devient violente. Il s'appuie notamment sur l'exemple du mot oryctérope : « Mettez-y le ton qui convient et votre adversaire ne s'en relèvera pas ! ». L'appartenance de la plupart des jurons à un vocabulaire soutenu renforce leur puissance dans la mesure où l'insulte est incompréhensible par celui qu'elle vise. Comme le souligne le critique Pierre Sterckx, « contenants et contenus sont donc inextricablement lancés en un seul projectile qui paralyse ou met en fuite l'ennemi selon les deux niveaux rendus impossibles de la communication ».
Les sources d'inspiration de ces jurons sont tout aussi nombreuses. L'écrivain et libraire parisien, Émile Brami, a relevé que, sur les trente-cinq jurons lancés par Haddock pour sa première apparition dans Le Crabe aux pinces d'or, quatorze se trouvent dans le pamphlet antisémite Bagatelles pour un massacre, de Louis-Ferdinand Céline, retiré de la vente depuis 1945, un auteur apprécié d'un ami d'Hergé, Robert Poulet, et que le dessinateur a peut-être lu lui-même. De son côté, Hergé reconnaît avoir puisé dans un souvenir personnel, évoquant une marchande de salades ayant traité de « Pacte à quatre » une cliente lui reprochant le manque de fraîcheur de ses produits. Pierre Assouline relève l'influence d'une tradition littéraire portée par certains pamphlétaires du début du XXe siècle et évoque également celle de Paul Remi, le frère d'Hergé, un militaire « s'exprimant dans une langue de soudard », tandis que le dessinateur lui-même, dans un entretien accordé en 1960, fait référence à Sodome et Gomorrhe de Marcel Proust.
Dans le numéro estival de 2004 de la revue Lire, Benoît Peeters et Albert Algoud, deux biographes d'Hergé, expriment leur scepticisme sur la recherche d'Émile Brami, le second observant que Brami a modifié certains jurons du capitaine pour les faire ressembler à ceux de Céline. Le nom de Céline n'apparait jamais dans la correspondance entre Hergé et Robert Poulet .

#### Animalité du capitaine

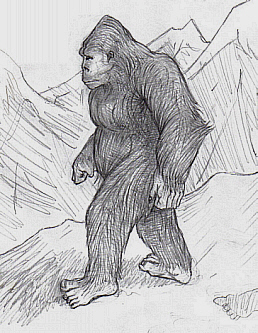
Vision d'artiste d'un yéti.

Dans les différents albums, le capitaine Haddock entretient des rapports conflictuels avec les animaux : entre autres exemples, il chute de cheval dans Les Sept Boules de cristal, subit les crachats d'un lama dans Le Temple du Soleil, se voit entraîné dans un rodéo par une vache sacrée indienne dans Tintin au Tibet, avant d'être mordu à plusieurs reprises par un perroquet dans Les Bijoux de la Castafiore. Par ailleurs, la complicité qu'il entretient avec Milou se double d'une certaine rivalité. Dès son entrée dans la série, le capitaine devient le partenaire privilégié de Tintin, reléguant Milou au second plan. L'essayiste Jean-Marie Apostolidès rapproche les deux personnages : « De Milou, Haddock possède l'envie de profiter des biens de la terre, le goût du confort et du repos, la coquetterie intermittente, le caractère bougon, la conscience tenaillée par le sentiment de la faute et, bien sûr, la propension à l'alcoolisme ».
Plus encore, les deux personnages portent en eux deux êtres qui ne cessent de lutter, comme le souligne Sylveline Bourion : « Il y a le bon Haddock, vertueux, sobre, aux ailes d'ange et aux orteils roses comme les orteils du bon Dieu, et il y a le mauvais Haddock, cornu, fourchu, caudé. Il y a le bon Milou et le mauvais Milou. Chose significative, ces quatre joyeux drilles s'affrontent toujours à propos de l'alcool. »
La fusion entre l'humain et l'animal prend tout son sens dans une scène qui figure au début des Sept Boules de cristal. Dans les coulisses du music-hall, Haddock et Tintin cherchent à regagner leurs sièges avant le spectacle de Bruno l'illusionniste. Égarés, ils s'enfoncent plus encore dans les coulisses, tandis que le capitaine déclenche une série de catastrophes à la suite desquelles il se retrouve coiffé d'une tête de vache qui le fait ressembler au Minotaure, opérant ainsi une régression jusqu'au stade animal, selon l'expression de l'essayiste Jean-Marie Apostolidès. Pour Sylveline Bourion, l'ensemble de cette scène à la limite du surréalisme révèle la personnalité du capitaine, à l'image du mur de briques qu'il heurte violemment en ouvrant une fausse porte indiquant la buvette, comme un renvoi à l'alcoolisme dont il ne peut guérir. Transformé en Minotaure, Haddock est lancé dans une course folle qui met en lumière ses principaux traits de caractère : la brutalité, l'impulsivité et le manque de contrôle tant dans la colère que dans l'alcool.
L'animalité du capitaine est en question tout au long de la série. Dans son étude Les Métamorphoses de Tintin, Jean-Marie Apostolidès présente le yéti de Tintin au Tibet comme le jumeau secret du capitaine Haddock, avec qui il partage la même avidité orale.Thierry Groensteen, historien de la bande dessinée, partage ce point de vue en affirmant que les deux personnages partagent les mêmes traits communs : outre leur pilosité et leur goût prononcé pour l'alcool, leur apparence bourrue (pour le capitaine) ou menaçante (pour le yéti) dissimule une profonde humanité. Ce sont aussi deux êtres bruyants : si le yéti se manifeste par des cris sauvages, le capitaine « ne cesse de provoquer des explosions sonores, aux conséquences quelquefois dévastatrices ».

### Addictions du capitaine Haddock

#### Alcool

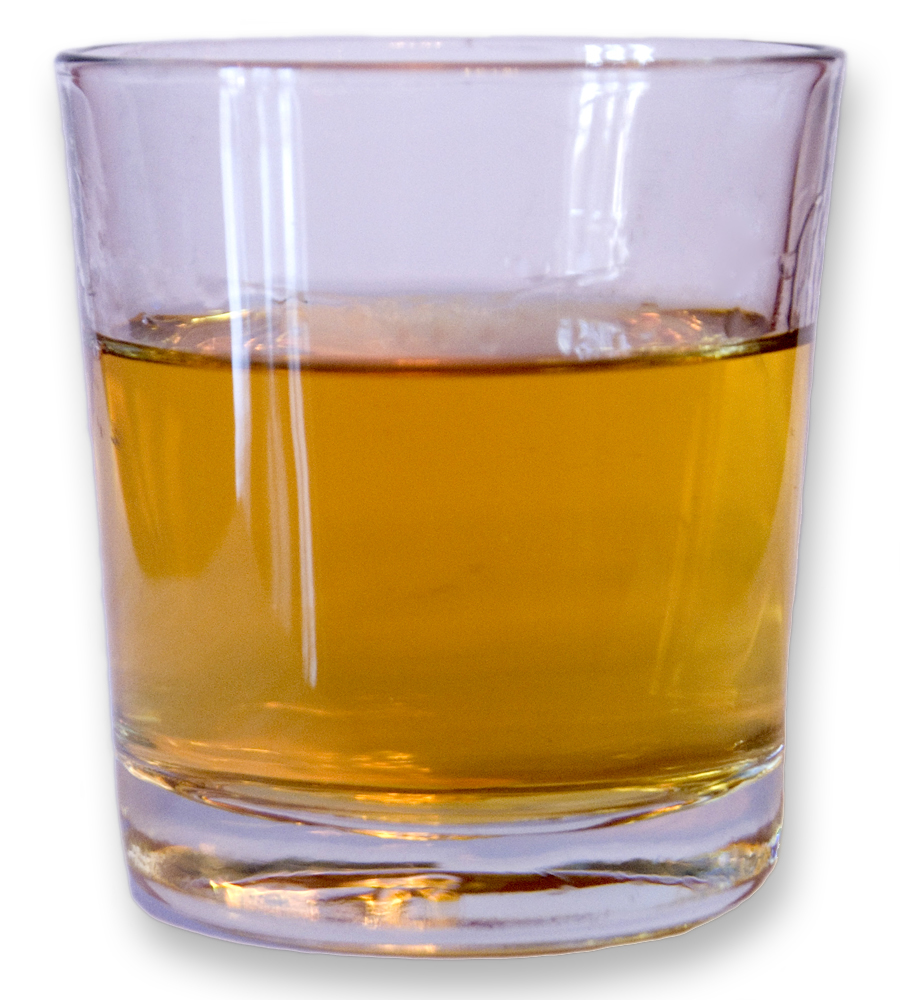
Un verre de whisky, la boisson favorite du capitaine.

L'alcoolisme est indissociable du capitaine et cette dépendance « accentue ses tendances dépressives, dans le sens du désarroi ou de l'euphorie », comme le souligne Pierre Assouline. Quand il rencontre Tintin, Haddock est un ivrogne et n'a de capitaine que le nom : maintenu dans un état d'ébriété permanent par son second (le lieutenant Allan), il n'est plus maître de son navire et s'effondre en sanglots quand Tintin lui demande de se ressaisir en évoquant sa « vieille mère ». Dans la suite de l'album, son ivresse entraîne une série de catastrophes, mais, sous la conduite de Tintin, il contrôle peu à peu son addiction. En quête de respectabilité, le capitaine ne se débarrasse pas pour autant de sa dépendance. Dans la dernière planche, il prononce à la radio un discours sur « l'alcool, ennemi du marin », mais il interrompt son discours et fait un malaise après avoir bu un verre d'eau, contre toutes ses habitudes.
Dans L'Étoile mystérieuse, le lecteur apprend qu'il a récemment été élu président d'honneur de la Ligue des marins antialcooliques, mais le capitaine fait embarquer des caisses de whisky à bord de son navire et ne peut refuser d'ajouter ce breuvage dans son eau minérale quand son ami de toujours, le capitaine Chester, lui en propose. Quand il se force à ne pas boire, Haddock affiche immédiatement un visage décomposé qui trahit ses difficultés à résister à la tentation.

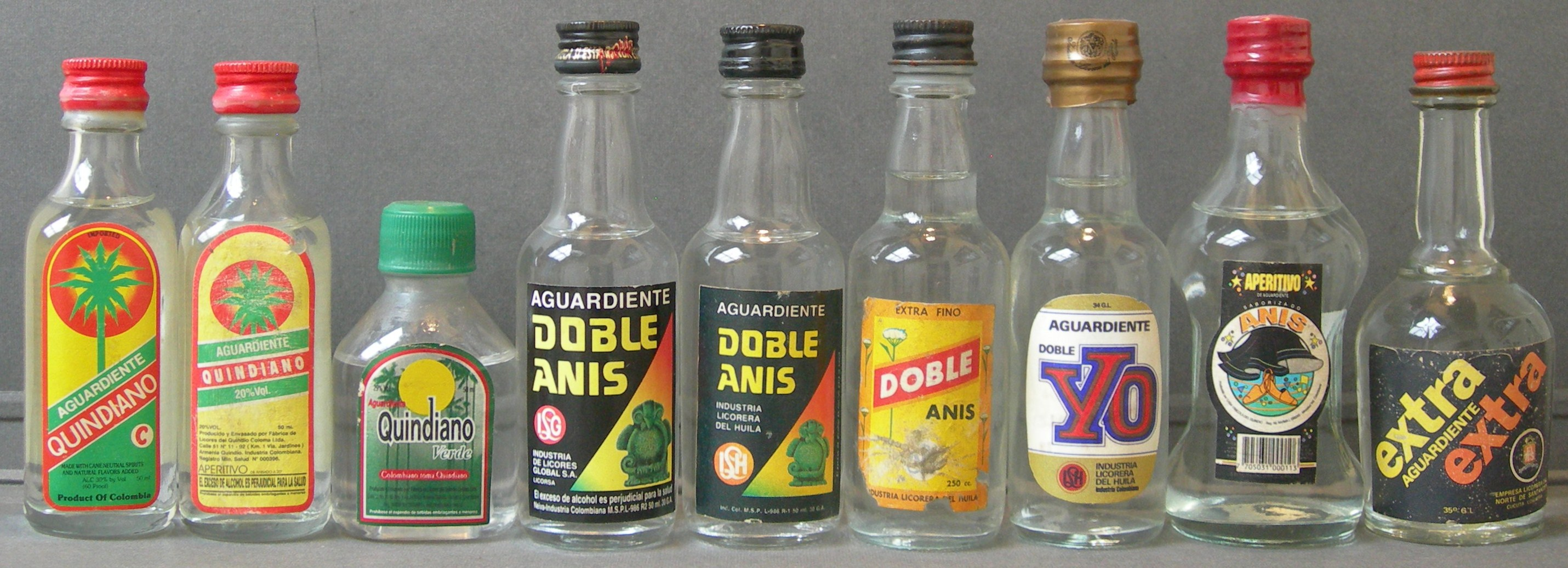
Des bouteilles d'aguardiente.

Si la préférence du capitaine se porte sur le whisky, dont il fait une consommation quotidienne, il boit également du rhum,,,, du vin rouge, blanc ou rosé, mais aussi du porto, du champagne,,, des cocktails, du pisco et de l'aguardiente.
Certaines scènes se révèlent métaphoriques, comme le remarque le sémiologue Pierre Fresnault-Deruelle. Dans Le Trésor de Rackham le Rouge, quand le capitaine décide à son tour d'explorer l'épave de La Licorne, il en remonte une bouteille de rhum qu'il boit aussitôt. Ivre, il se jette de nouveau à l'eau sans avoir refermé son scaphandre, ce qui a pour effet immédiat de le dessaouler et lui faire reprendre ses esprits. Remonté à bord du bateau par ses camarades, il s'assoit sur un banc sans prendre garde au fait que sa combinaison est remplie d'eau : celle-ci jaillit en fontaine, comme si Hergé voulait illustrer à la lettre l'expression « plein comme une outre » dont on affuble le capitaine en raison de son penchant.
L'irrépressible tendance alcoolique de Haddock tourne parfois à l'obsession, comme au début des Sept Boules de cristal, quand il tente de reproduire le tour de l'illusionniste Bruno qui consiste à changer l'eau en vin. Il assiste plusieurs soirs de suite au spectacle dans l'espoir de découvrir l'artifice du magicien et de pourvoir indéfiniment à ses besoins en alcool. Pour autant, il est capable de maîtrise dans le même album, en renonçant de lui-même à son verre de whisky après avoir été victime d'une hallucination devant le portrait peint du professeur Tournesol. Mais le plus souvent, le capitaine n'est pas capable seul de modération. Dans l'aventure lunaire, alors que l'alcool est proscrit dans la fusée, Haddock en introduit clandestinement, comme à chacun de ses voyages, mais il ne parvient pas à boire dans un premier temps : sous l'effet de l'apesanteur, le contenu du verre prend la forme d'une boule qui s'échappe. Dans le dernier album achevé de la série, Tintin et les Picaros, qui marque la « déconstruction » de l'univers de Tintin et la « désacralisation » de ses personnages, sa dépendance est enfin guérie par des cachets de « stopalcool », un médicament mis au point par le professeur Tournesol et que celui-ci administre au capitaine à son insu.
Enfin, l'alcool déclenche parfois chez le capitaine une irrépressible envie de chanter. Ainsi, dans Le Crabe aux pinces d'or, il entonne Les Gars de la marine, une chanson extraite du film Le capitaine Craddock, avant de déclamer la première phrase du poème L'Armailli du Moléson, d'Ignace Baron, « Je suis le roi de la montagne ». Dans Le Secret de La Licorne, il reprend un refrain du roman L'Île au trésor de Robert Louis Stevenson (« Et yo-ho-ho ! Et une bouteille de rhum »), puis dans On a marché sur la Lune, alors qu'il s'est extrait de la fusée avec la ferme intention de rejoindre Moulinsart, il entonne Nous irons à Valparaiso, un standard du répertoire des marins. Dans Tintin au Tibet, alors qu'il entame une longue marche avec Tintin pour retrouver le jeune Tchang porté disparu, il boit une large rasade de whisky, et, requinqué, claironne l'air du Régiment de Sambre-et-Meuse, un chant patriotique français.

#### Tabac
Son penchant pour l'alcool n'est pas la seule addiction dont souffre le capitaine Haddock, dans la mesure où sa consommation de tabac est elle aussi excessive. Il fume la pipe dans chacune des aventures, mais il lui arrive aussi de fumer la cigarette dans Les Sept Boules de cristal ou le cigare, dans ce même album comme dans Tintin au pays de l'or noir.
Cette dépendance n'est pas sans conséquence sur sa santé. En 2016, une étude menée par un groupe de scientifiques sur les problèmes de santé qui l'affectent révèle que sur les douze brûlures que subit Haddock au cours de ses différentes apparitions dans la série, dix sont liées au tabagisme,.

### Un instrument au service du comique hergéen

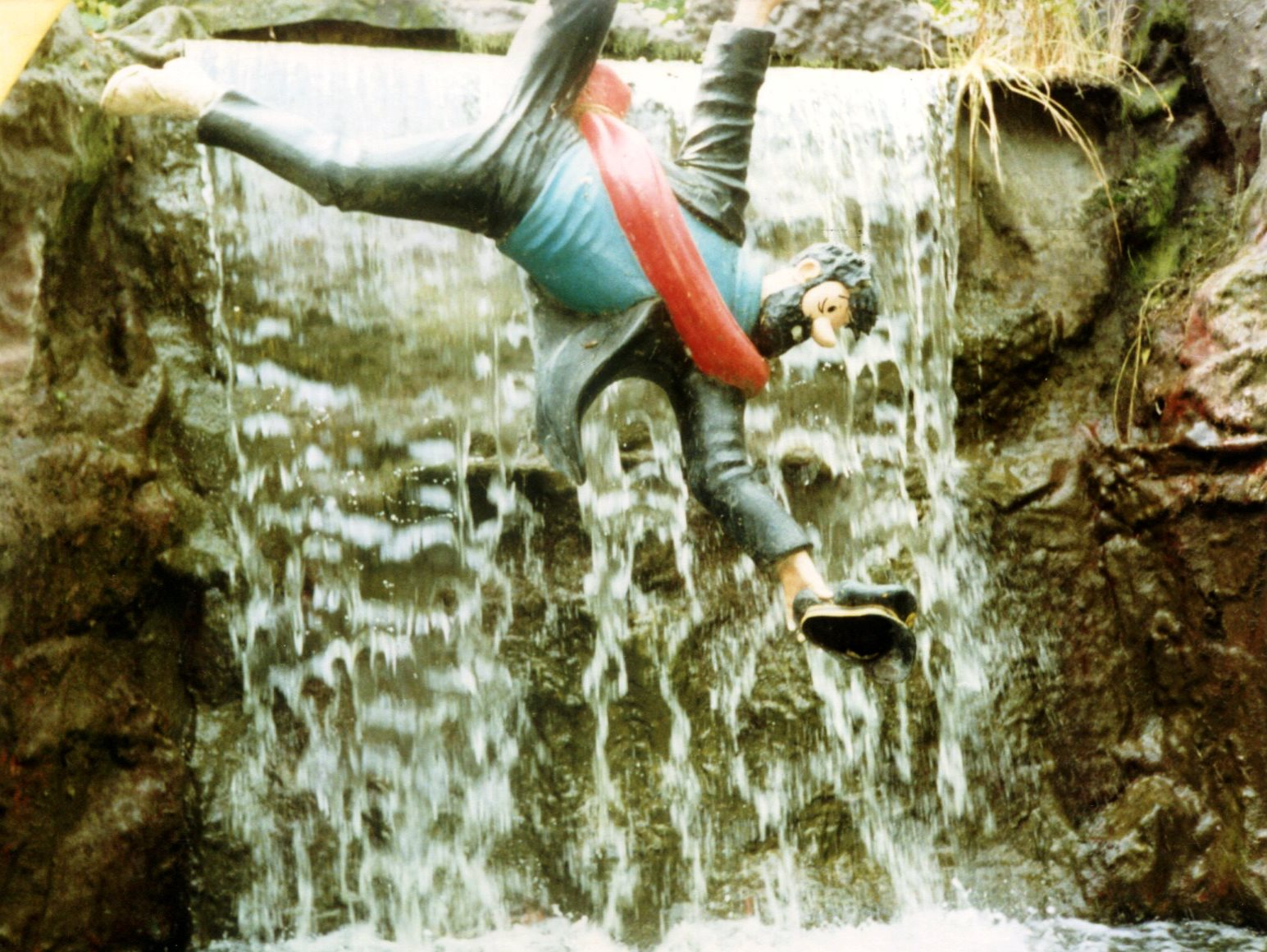
Statue de Haddock au parc Walibi Belgium, en 1992.

Thierry Groensteen explique que l'impulsivité du capitaine et sa propension à s'exposer au danger sont une source inépuisable d'effets comiques. Mais comme les Dupondt, Haddock n'est pas un comique volontaire : il ne se veut pas drôle et fait le plus souvent rire à ses dépens, déclenchant des catastrophes dont il est le plus souvent la seule victime. Le capitaine suscite avant tout l'hilarité par « le festival de chutes et de chocs qui semblent être son lot permanent ». Du reste, les relations qu'il noue au fil des albums avec ce que Thierry Groensteen appelle le « clan des fâcheux », à savoir Séraphin Lampion, la Castafiore, les Dupondt et Abdallah, constituent autant de duos comiques. Haddock est d'ailleurs la cible préférée des mauvais coups de ce dernier, véritable « magasin de farces et attrapes à lui seul ».

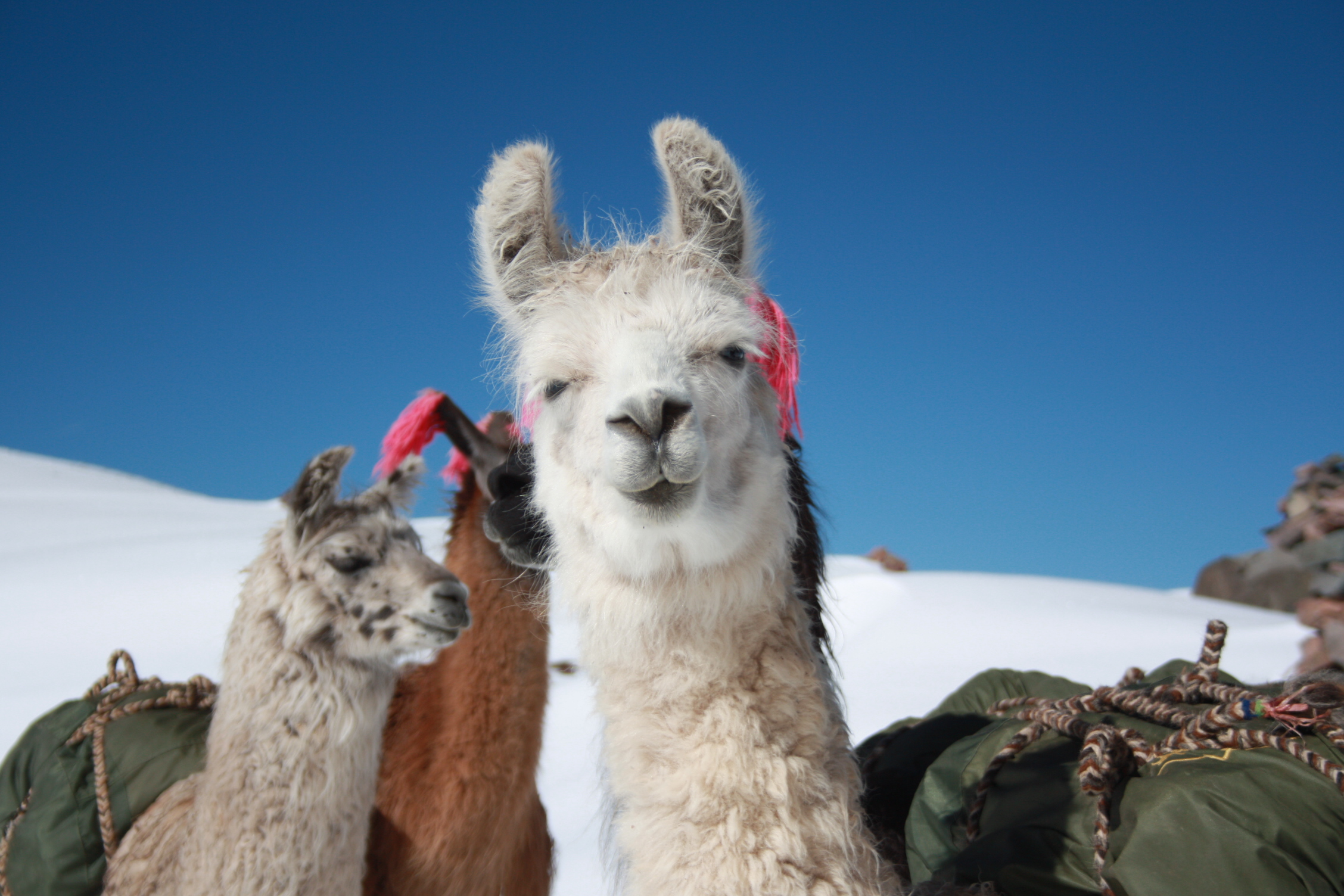
Des lamas au Pérou.

Parmi les procédés comiques de sa palette, Hergé utilise abondamment les accessoires pour faire rire le lecteur, et ceux-ci se retournent souvent contre Haddock. À titre d'exemple, dès sa première apparition dans Le Crabe aux pinces d'or, cherchant à faire fuir une bande de pillards en agitant sa crosse, il finit par s'assommer lui-même. Plus tard, dans Le Trésor de Rackham le Rouge, sa curiosité est punie : il tombe dans l'appareil à brosser les vêtements du professeur Tournesol, puis en ressort en lambeaux. La barbe du capitaine figure elle aussi au rang de ses accessoires capables de jouer un rôle dans une multitude de situations souvent douloureuses pour lui mais toujours divertissantes pour le lecteur,. Elle se coince dans un scaphandre ou dans la fermeture éclair de son sac de couchage, est dévorée par un lama ou arrachée par le professeur Tournesol, et s'enflamme à deux reprises,. En cela, elle s'apparente à la technique du comique de répétition qu'Hergé emploie de plus en plus au fil de la série, et fréquemment aux dépens du capitaine.

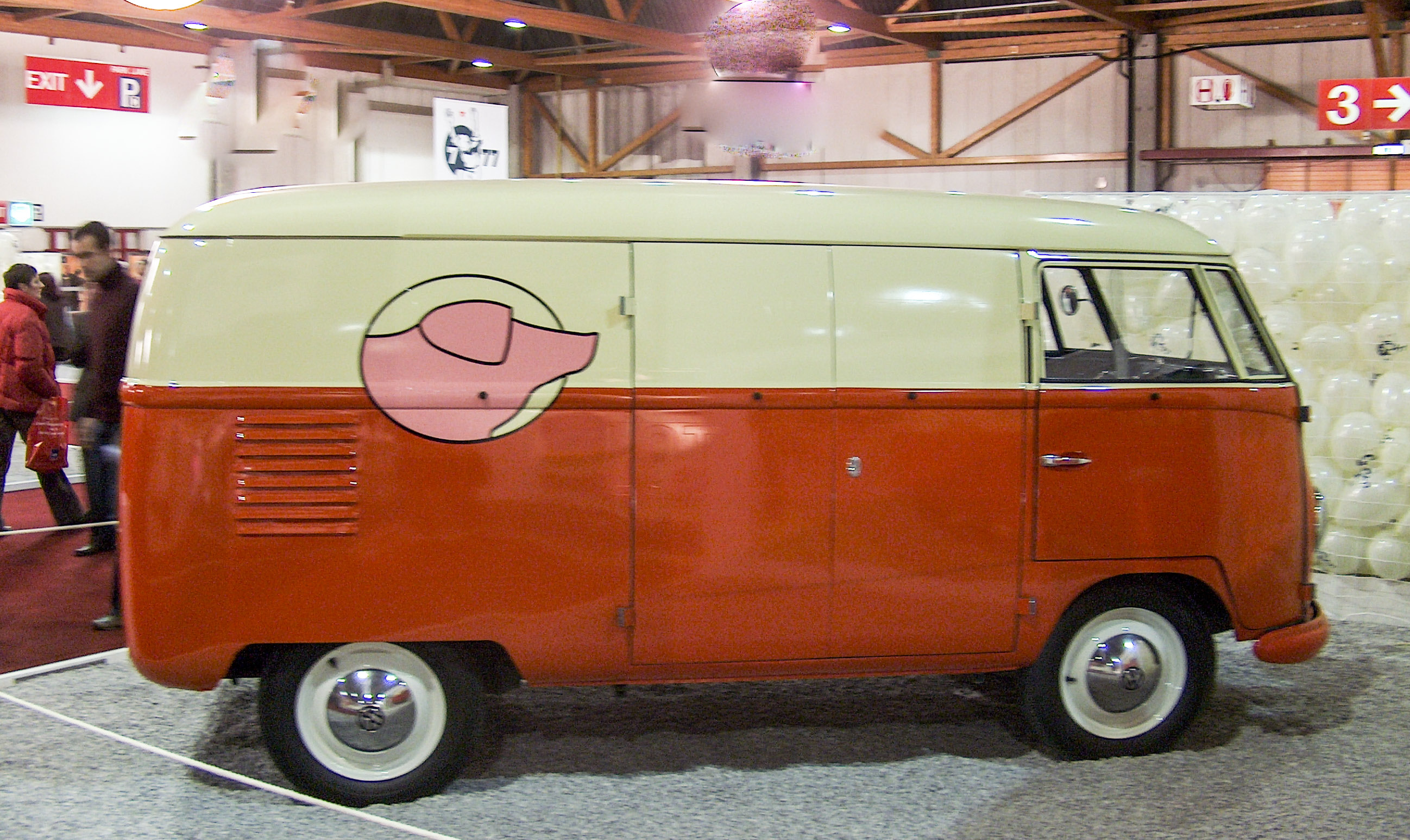
La camionnette de la boucherie Sanzot.

L'un des plus célèbres concerne le lama cracheur du Temple du Soleil, qui figure dès la deuxième planche de l'album et se poursuit jusqu'à la dernière, renforçant l'unité du récit,. Dans L'Affaire Tournesol, la technique se répète, et ce dans différentes situations. C'est d'abord le sketch téléphonique de la boucherie Sanzot, qu'Hergé déploie en y apportant à chaque fois une variation, de manière à renforcer l'effet comique tout en introduisant un récit parallèle dans l'aventure ; puis, c'est le gag du sparadrap qui colle aux doigts du capitaine, s'étendant sur plusieurs planches tout en étant totalement étranger à l'intrigue en cours, comme une « histoire dans l'histoire » ; enfin, tout au long de l'album, Haddock finit par se brûler à chaque fois qu'il veut allumer sa pipe.
Le capitaine amuse aussi le lecteur par ses nombreux revirements. Hergé le place régulièrement dans une situation où ce qu'il dit dans une vignette est immédiatement contredit dans la suivante. Quand il enjoint à Tintin de profiter du silence dans la première planche de L'Affaire Tournesol, le tonnerre se met aussitôt à gronder. Dans Tintin au Tibet, il ne cesse d'affirmer à Tintin qu'il ne le suivra pas dans sa recherche de Tchang, qu'il considère comme une folie, mais finit toujours par l'accompagner malgré lui.
Sa dépendance à l'alcool fait naître elle aussi des situations comiques. Haddock s'insurge contre l'eau minérale, ce « liquide nauséabond » qu'on veut le forcer à boire en Syldavie ou qui provoque son malaise en pleine allocution radiophonique à la fin du Crabe aux pinces d'or. Son penchant alcoolique crée souvent le décalage avec les autres personnages. À la fin du Secret de La Licorne, il s'en prend aux frères Loiseau non pas pour les crimes qu'ils ont commis mais parce qu'ils l'ont obligé à casser une bouteille de cognac pour les mettre hors d'état de nuire. Dans L'Affaire Tournesol, il est totalement étranger à la discussion sérieuse qui s'établit entre Tintin et le professeur Topolino, et ponctue la conversation d'allusions à la bouteille de vin posée sur la table dans ce que Thierry Groensteen appelle un « à-propos jubilatoire ».
Comme le souligne l'historien Thierry Wanegffelen, l'intérêt comique du capitaine est donc majeur dans le sens où il ne se limite pas à un seul registre : « il contribue fort activement aux gags répétés mais il introduit aussi dans les albums un humour à plusieurs niveaux (du visuel le plus trivial au verbal primaire mais aussi plus élaboré), susceptible ainsi de plaire à des lecteurs d'âges très différents ».

### Un être à la fois superstitieux et rationnel
Dans Le Trésor de Rackham le Rouge, le capitaine brise un miroir dans la boutique du brocanteur chez qui il est venu acheter un équipement de scaphandrier avec Tintin. Immédiatement, la stupeur se lit sur son visage, quand il annonce que ce geste lui vaudra « sept ans de malheur ! ». L'effet est d'autant plus saisissant que le brocanteur, personnage antipathique, ne cesse de lui répéter qu'il ne trouvera pas le trésor qu'il cherche. Ce bris de miroir est le déclencheur d'une série d'évènements qui mettent à mal la détermination du capitaine : le lendemain, les Dupondt lui annoncent l'évasion de l'antiquaire Maxime Loiseau, sous les verrous depuis la fin du Secret de La Licorne. Par ailleurs, le capitaine dit se sentir mal, évoquant la grippe, avant qu'un marin lui remette une lettre de son médecin, le docteur L. Daumière, qui évoque le diagnostic d'« insuffisance fonctionnelle du foie » et lui impose un régime strict sans aucune boisson alcoolisée. Fataliste, Haddock renonce au début, mais Tintin provoque finalement son revirement. Malicieusement, il pousse les Dupondt à questionner le capitaine sur sa peur de s'embarquer. Ce dernier s'insurge contre le fait qu'on puisse lui prêter un tel sentiment, et annonce sans tarder le départ,.
Pour autant, dans les autres albums de la série, Haddock apparaît comme un personnage profondément rationnel et sceptique, à l'opposé de Tintin. Son attitude dans Tintin au Tibet est sur ce point très éloquente. Dès le début de l'album, il refuse de croire à l'appel au secours de Tchang que Tintin reçoit dans son rêve. Il s'évertue dès lors à convaincre Tintin que sa quête est irrationnelle et absurde. De même, il se montre incrédule quant à l'existence du yéti et tourne en ridicule les propos de ses interlocuteurs qui le craignent. Son scepticisme reste intact tandis que les preuves matérielles s'accumulent, notamment les traces de pas dans la neige. Finalement mis devant le fait accompli, devant l'entrée de la grotte où s'est réfugiée la créature, il souhaite ardemment apporter la preuve de son existence par le biais d'une photographie. Mais après sa confrontation directe avec la créature, le capitaine semble finalement indifférent à l'obtention de ces preuves : une transformation de son caractère se produit donc à travers ce périple himalayen, qui tient lieu de récit initiatique. Haddock comprend que « la vérité des choses n'est pas immédiatement accessible au regard et qu'il doit se servir davantage de son intuition ». De même, il semble hermétique à toute forme de spiritualité, comme en témoigne la scène de l'audience des héros par le Grand précieux du monastère de Khor-Biyong, au cours de laquelle il multiplie les gaffes.
Le scepticisme du capitaine est de nouveau mis en question dans l'album suivant, Les Bijoux de la Castafiore. Quand il ramène avec Tintin la petite Miarka dans le camp des romanichels, une voyante lui saisit la main et propose de lui dire la bonne aventure. Haddock refuse aussitôt, mais cette opposition de principe est fragile : elle vacille dès que la voyante déclare qu'elle a vu un grand malheur dans le creux de sa main.

### Une sexualité refoulée

#### Un désir homosexuel envers Tintin?

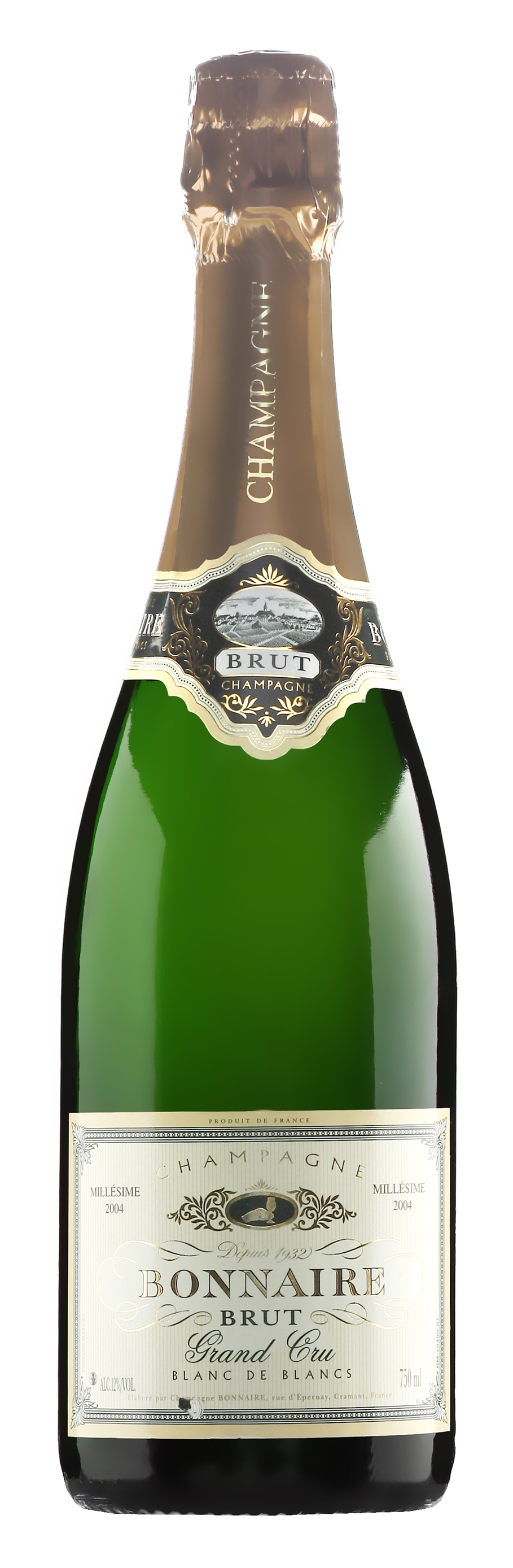
Dans l'inconscient du capitaine, Tintin lui apparaît sous la forme d'une bouteille de champagne.

L'essayiste Jean-Marie Apostolidès pense qu'il est possible de voir dans la consommation de champagne dans Les Aventures de Tintin « une de ces activités inconsciemment équivalentes de la sexualité ». Il considère que la forme oblongue de la bouteille et la mousse pétillante qui en jaillit à l'ouverture en font un symbole phallique évident. Dans Le Crabe aux pinces d'or, pendant la traversée du désert, un fantasme homosexuel semble naître chez le capitaine. Quand il se trouve au bord de l'épuisement, son inconscient se libère et il associe l'image de Tintin à celle d'une bouteille de champagne. Pris d'une pulsion irrésistible, il se jette sur son jeune compagnon pour lui arracher la tête, dans ce qui peut être vu comme une tentative de viol. L'acte est cependant interrompu par l'intervention de Milou qui frappe le capitaine avec un os.
Le vin rouge qui se présente ensuite dans le rêve de Tintin apparaît, selon Jean-Marie Apostolidès, « comme une réponse à l'appel fantasmatique du capitaine ». Le jeune héros semble reprendre à son compte le désir sexuel de son compagnon et ce d'une manière plus violente. Il s'imagine prisonnier d'une bouteille de vin de Bourgogne sur laquelle Haddock se penche les yeux exorbités. Le tire-bouchon qu'il tient à la main peut indiquer une menace de pénétration sanglante, tandis que le désir du capitaine se lit dans le regard de celui-ci dont les yeux sont changés en bouteilles, comme une « véritable érection visuelle ».

#### Haddock et la Castafiore, une relation ambiguë
Comme le souligne le critique d'art et spécialiste de la bande dessinée Pierre Sterckx, rien ne permet a priori d'unir Haddock à la Castafiore, mais il considère que ces deux personnages sont complémentaires par leurs éclats de voix, formant ainsi un « couple paradoxal ». Si le capitaine se montre constamment irrité par la présence de la Castafiore et par le désordre sonore qui l'accompagne, c'est avant tout, selon Cristina Alvares, professeur de littérature, le symptôme d'une pulsion sexuelle refoulée : « Haddock passe son temps à éviter cette femme, à fuir sa jouissance, à chercher la solitude et le silence. Les nerfs sont la barrière contre le pouvoir dévastateur de la voix de sirène, bref, contre la pulsion sexuelle, l'affect par excellence. Mais tout en faisant barrière, les nerfs signalent aussi la vulnérabilité, le désarroi, l’impuissance face à la femme dont la puissance vocale toxique confronte le capitaine à sa propre dépendance d’une autre toxicité, celle de l'alcool, à laquelle il est très vulnérable. [...] La Castafiore est l’objet qui mobilise et absorbe toutes les pulsions de Haddock, elle est bien une figure de ce que Jacques Lacan, dans le Séminaire VII, appelle la Chose : un noyau dur de jouissance massive et insupportable dont le sujet se défend pour que la pulsion ne décroche pas du principe du plaisir. »
La première rencontre physique entre le capitaine et Bianca Castafiore intervient dans L'Affaire Tournesol. Soucieux d'échapper aux soldats bordures qui les traquent, Tintin et Haddock se réfugient dans la loge de la cantatrice, Tintin se chargeant de faire les présentations. Selon l'analyse du critique de bande dessinée Nicolas Rouvière, cette scène comporte un certain nombre de symboles et d'allusions érotiques. Haddock se montre fasciné par la figure imposante de la cantatrice, au point d'en bafouiller son propre nom, qu'il transforme en « Hadada ». Pour Nicolas Rouvière, si ce terme renvoie à la manière enfantine de demander à jouer à cheval, « à dada », on peut aussi l'interpréter comme une invitation sexuelle. Cette hypothèse semble confirmée par les paroles de la Castafiore qui, comprenant l'allusion, lui répond en l'appelant « monsieur Paddock ». Dès cet instant, la cantatrice s'avère incapable de prononcer correctement le nom du capitaine, et cette situation atteint son paroxysme dans le vingt-et-unième album, Les Bijoux de la Castafiore, où seize mentions erronées sont recensées, parmi lesquelles certaines peuvent être lues comme autant de messages érotiques cachés.
Cette aventure est d'autant plus troublante qu'elle comporte plusieurs scènes qui renforcent l'ambiguïté entre les deux personnages. Dans le jardin du château, quand la Castafiore tend une rose au capitaine pour lui en faire sentir le parfum, une guêpe cachée dans la fleur pique le nez de Haddock, qui devient aussitôt pourpre et turgescent. L'historien Thierry Wanegffelen considère que cette scène « repose sur l'assimilation courante du nez au sexe masculin, particulièrement limpide dans l'image de la Castafiore retirant l'aiguillon de l'appendice du capitaine avec la délicatesse d'une caresse, puis le couvrant de pétales de rose froissés qui, par métonymie, ne peuvent, vu la signification de son nom en italien, que renvoyer à elle-même ». Il ajoute que « le passage du blanc du prénom au rouge des pétales pourrait même exprimer une défloration, au sens strict du terme ».

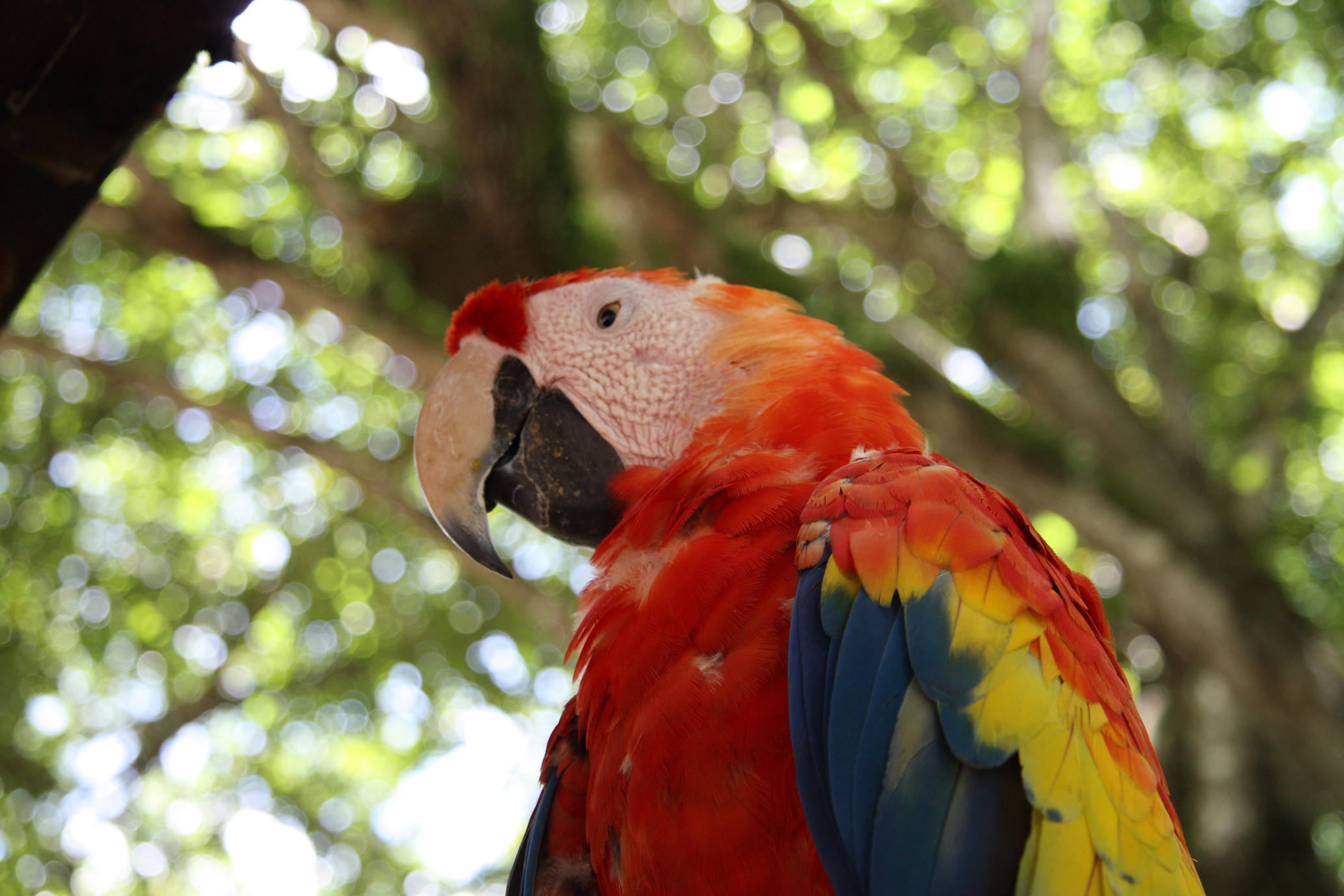
Pour Jean-Marie Apostolidès, le perroquet traduit l'angoisse de castration du capitaine.

Plus tôt dans l'album, le cauchemar du capitaine révèle son trouble. Il s'imagine assis au premier rang d'un théâtre, assistant au récital d'un perroquet portant la robe de la Castafiore et interprétant son fameux Air des bijoux. Entièrement nu au milieu de perroquets en smoking et au regard réprobateur, le capitaine est rouge de confusion. Pour Nicolas Rouvière, son visage rouge peut alors symboliser la honte de l'érection. Le romancier et essayiste Jean-Marie Apostolidès estime que le regard des perroquets condamne l'indécence du capitaine à paraître nu en pareille situation. Les volatiles, tels des juges, lui montrent que tout désir sexuel doit être réprimé. Il remarque également que le lit du capitaine est dessiné de telle manière qu'il figure aux côtés de la cantatrice, et il interprète cette mise en scène comme une nuit de noces en même temps qu'une castration du mâle par le cri terrifiant de la cantatrice. La féminité castratrice est incarnée par le perroquet qui avait auparavant mordu le doigt du capitaine. Ainsi, pour Jean-Marie Apostolidès, le cauchemar traduit l'angoisse profonde du capitaine : la cantatrice se change en castratrice, une « femme interdite parce qu'elle est réservée au père ou à l'ancêtre ».

## Interprétations

### Télévision et cinéma
Dans la série d'animation Les Aventures de Tintin, d'après Hergé, réalisée par Ray Goossens et produite par Belvision entre 1959 et 1964, la voix du capitaine Haddock est celle de l'acteur Jean Clarieux. Marcel Painvin le remplace dans le téléfilm L'Affaire Tournesol, dernière saison de la série, en 1964. 
L'acteur Claude Bertrand officie dans deux films d'animation : Tintin et le Temple du Soleil, en 1969, puis Tintin et le Lac aux requins en 1972. 
En 1991, une nouvelle série animée est produite en collaboration par le studio français Ellipse et la société d'animation canadienne Nelvana ; Christian Pelissier y prête sa voix à Haddock. Dans cette adaptation, la personnalité du capitaine Haddock est nettement adoucie, non seulement pour ne pas heurter la sensibilité chez les (très) jeunes spectateurs mais aussi pour se plier à des règles sociales plus actuelles. Ainsi son addiction à l'alcool est le plus souvent édulcorée sauf si elle a une incidence sur l'histoire, comme c'est le cas notamment dans Le Crabe aux pinces d'or, lors de sa première rencontre avec Tintin à bord du Karaboudjan. De même, le capitaine Haddock fume beaucoup moins la pipe dans la série. Ces réductions permettent au personnage d'imposer un caractère nettement moins répréhensible socialement envers les autres protagonistes.
Au cinéma, le capitaine Haddock est interprété par Georges Wilson dans Tintin et le Mystère de la Toison d'or, sorti en 1961, puis Jean Bouise dans Tintin et les Oranges bleues, en 1964. En 2011, dans le film Les Aventures de Tintin : Le Secret de La Licorne, réalisé en capture de mouvement 3D par Steven Spielberg, c'est Andy Serkis qui donne corps au capitaine. Il est doublé en français par Patrick Béthune. La même année, ce film est lui-même adapté en jeu vidéo, dans lequel la voix de Haddock est doublée par Sylvain Lemarié.

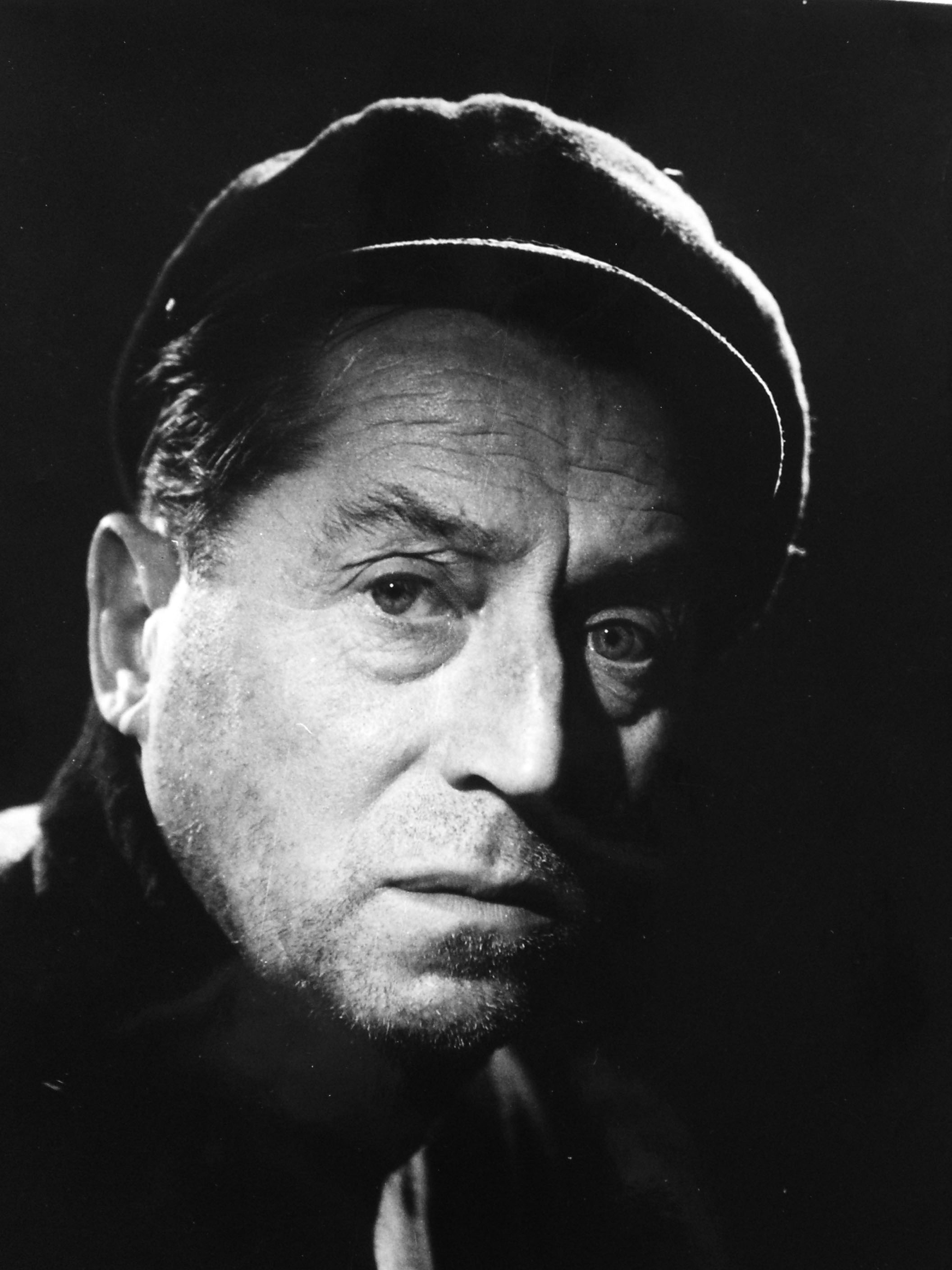
Jean Clarieux.
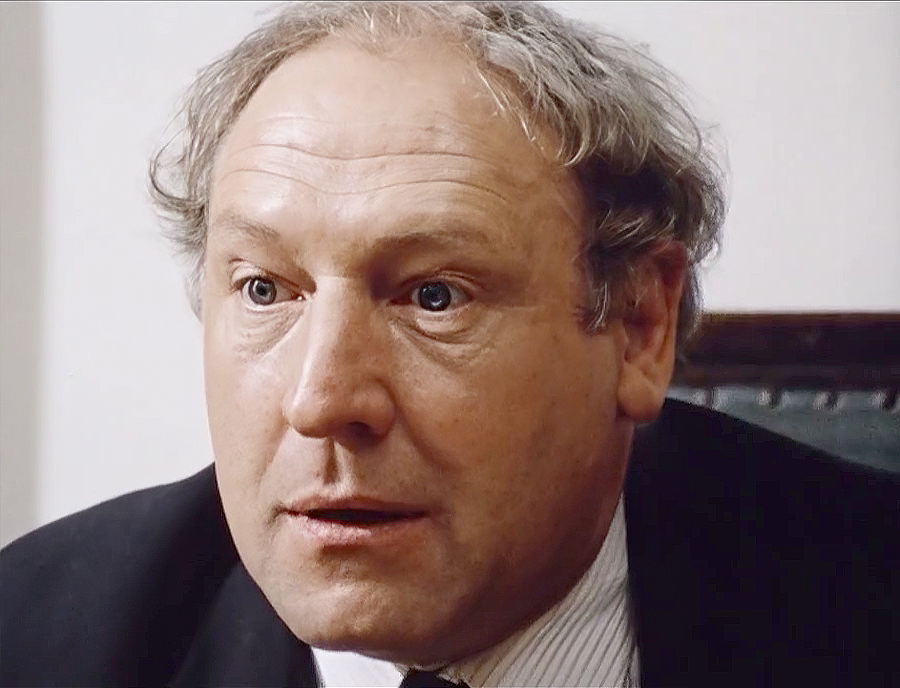
Georges Wilson.
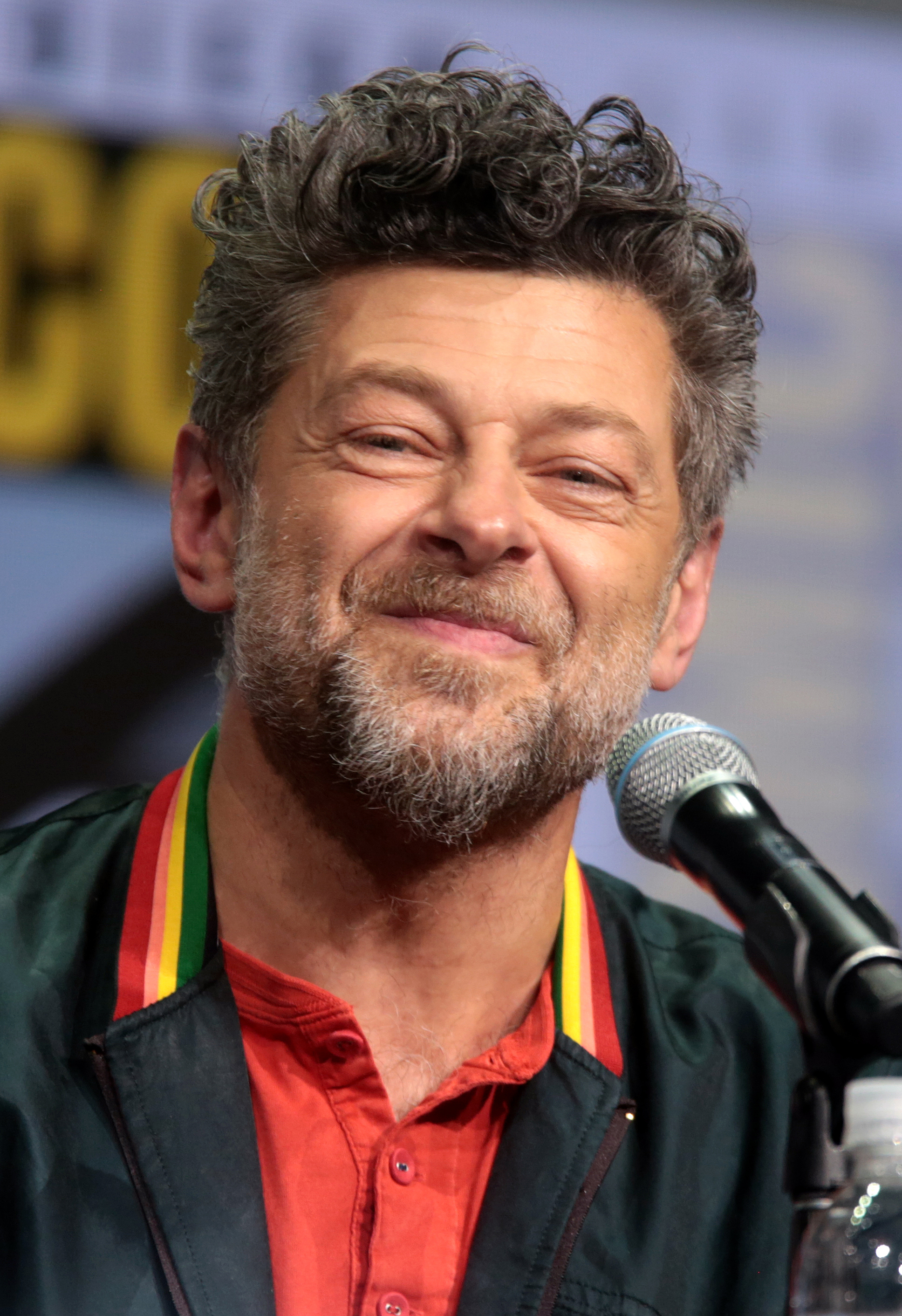
Andy Serkis.
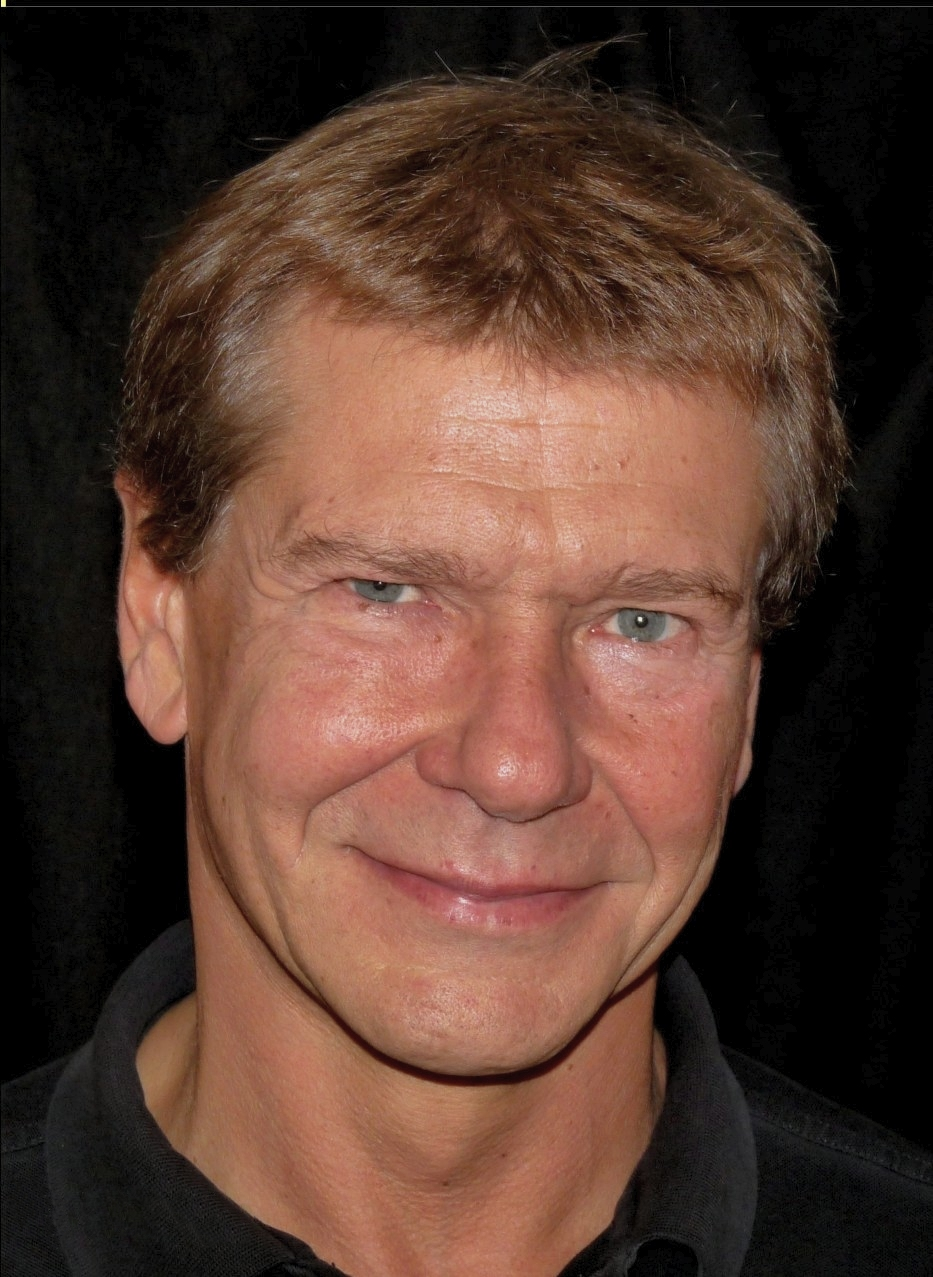
Patrick Béthune.
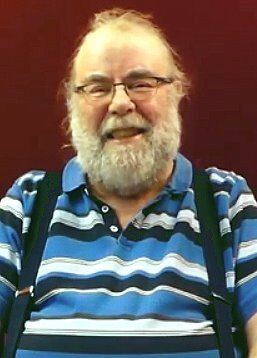
Sylvain Lemarié.

### Adaptations radiophoniques et musicales

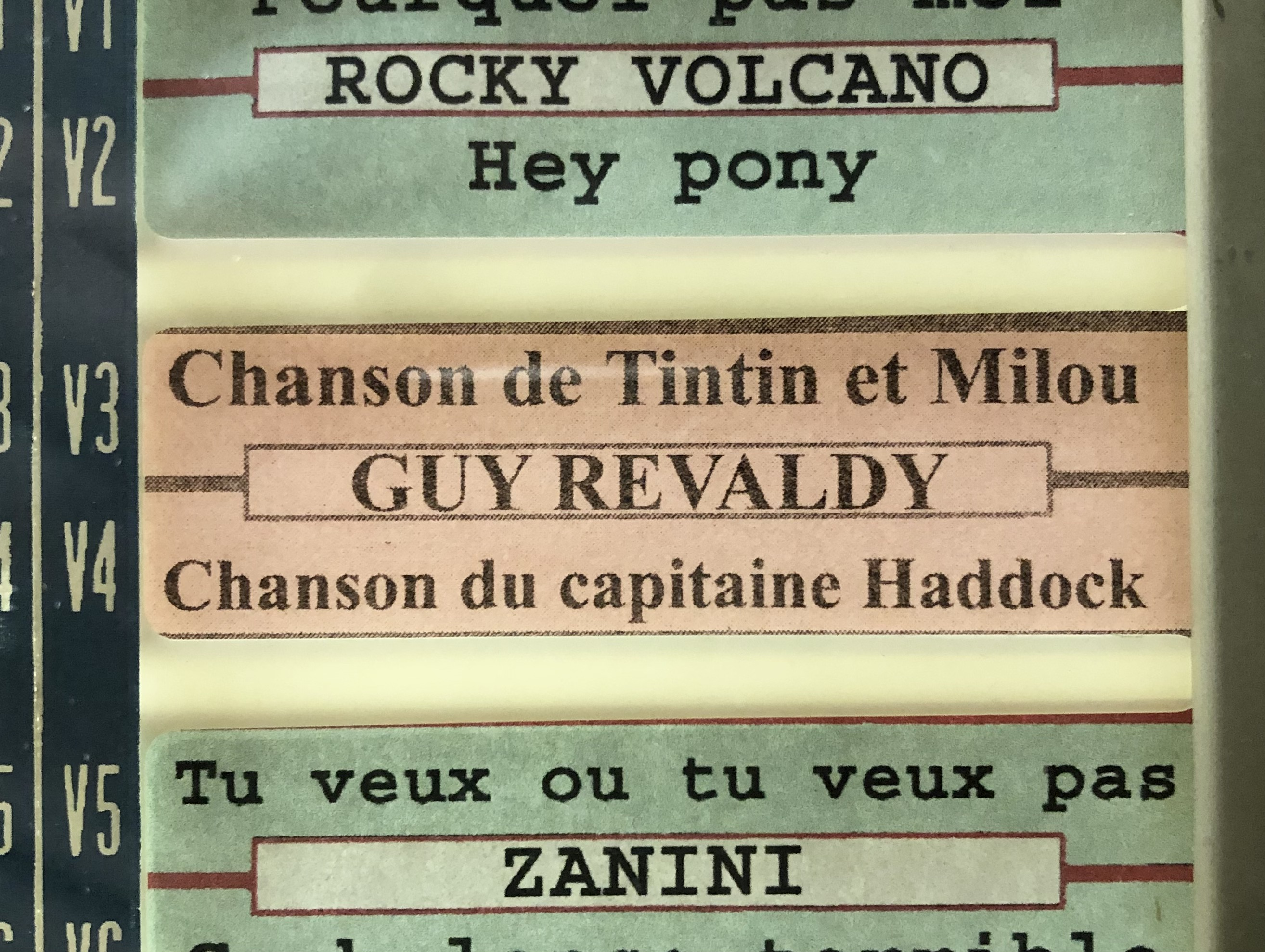
La Chanson du capitaine Haddock en sélection sur un juke-box.

En 1959, les éditions Casterman éditent un disque microsillon de 45 tours qui comprend notamment La Chanson du Capitaine Haddock, de Jean Frédéric et Maurice Montfort, interprétée par Guy Revaldy.
Dans la première adaptation radiophonique des Aventures de Tintin, répartie en près de 500 épisodes produits entre 1959 et 1963 par Nicole Strauss et Jacques Langeais pour la radiodiffusion-télévision française et proposés à l'écoute sur la station France II-Régional, c'est le comédien Jacques Hilling qui interprète le capitaine Haddock. L'animateur de radio Max Meynier lui prête également sa voix dans un enregistrement sonore d'Objectif Lune et On a marché sur la Lune, diffusé en cassette audio par le label Blue Vox en 1984, ainsi que l'acteur Jean Rougerie la même année, pour une adaptation audio de Tintin au pays de l'or noir enregistrée sur disque microsillon et diffusée par le label Mary Melody.
À la fin des années 2010, plusieurs albums sont adaptés par France Culture, en coproduction avec la Comédie-Française et la société Moulinsart. Dans Les Sept Boules de cristal en 2017, Le Temple du Soleil en 2019 et Les Bijoux de la Castafiore en 2020, le capitaine est alors interprété par Thierry Hancisse,.

### Arts de la scène
Au théâtre, dans une adaptation des Bijoux de la Castafiore mise en scène par la compagnie Am Stram Gram de Genève en 2001, Jacques Michel joue le rôle du capitaine, au milieu d'une vingtaine de comédiens. La même année, le chanteur Henk Poort interprète le capitaine Haddock dans la version néerlandophone de la comédie musicale Tintin : Le Temple du Soleil, présentée au Stadsschouwburg d'Anvers. La version française de ce spectacle, sur un texte de Didier van Cauwelaert, est présentée au Palais des Beaux-Arts de Charleroi l'année suivante. Cette fois, c'est le chanteur canadien Frayne McCarthy qui lui prête sa voix.
En 2015, Les Bijoux de la Castafiore est adapté en un opéra par l'association belge « Opéra pour Tous » qui en donne huit représentations au château de La Hulpe. Les paroles, tirées du texte d'Hergé, sont mises en musiques sur des airs classiques d'opéras de Charles Gounod, Gioachino Rossini, Giuseppe Verdi ou encore Jacques Offenbach. La mise en scène est assurée par François de Carpentries tandis que le comédien belge Michel de Warzée prête sa voix au personnage,.

## Postérité

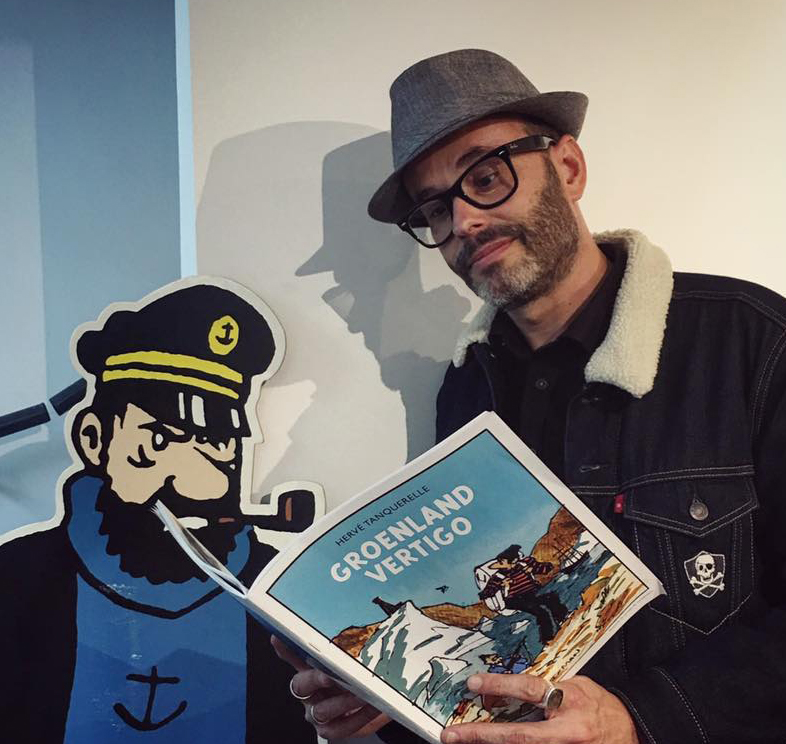
Le dessinateur Hervé Tanquerelle posant devant l'effigie du capitaine.

Lors de l'élection du personnage préféré des Aventures de Tintin réalisée sur le site www.tintin-free.net en novembre et décembre 1996, le capitaine Haddock est arrivé en première position avec 37,5 % des suffrages, devant Milou et Tintin,,.

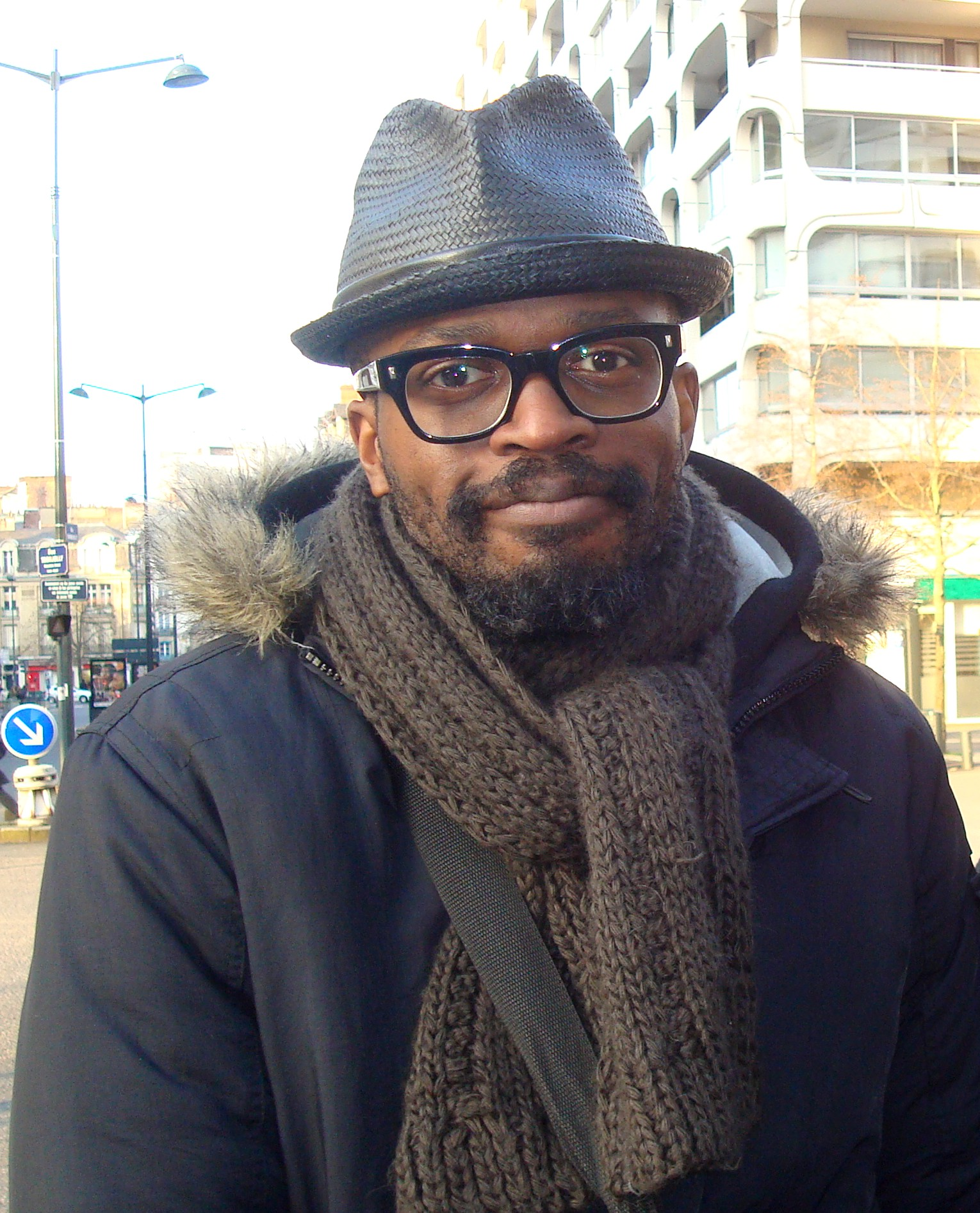
Tété (ici en 2010) interprète une chanson inspirée du capitaine, avec Leeroy.

Le capitaine figure aux côtés de Tintin et Milou sur la fresque dédiée à la série dans le parcours BD de Bruxelles, située dans la rue de l'Étuve et qui reproduit une case de L'Affaire Tournesol. On y voit Haddock et Tintin s'échappant d'un bâtiment, en l'occurrence l'hôtel où ils doivent être surveillés par les agents bordures, par l'escalier de service. Il figure également, parmi les autres personnages de la série, sur une longue fresque qui orne les murs de la station de métro Stockel, à Woluwe-Saint-Pierre,.
La série télévisée française Le Bureau des légendes, diffusée entre 2015 et 2020 sur Canal+, rend elle aussi hommage au capitaine Haddock : les noms de code des membres de l'équipe sont tous extraits de la liste des jurons du capitaine. Par ailleurs, l'auteur de bande dessinée Riad Sattouf explique que le personnage principal de sa série Pascal Brutal, publiée entre 2006 et 2014, est inspiré d'un mélange entre le capitaine Haddock et des héros de films américains des années 1980 comme Sylvester Stallone et Arnold Schwarzenegger. Il en est de même pour l'un des personnages de Groenland Vertigo, un album réalisé par Hervé Tanquerelle en 2017 et qui rend hommage à l'univers de Tintin, en particulier l'aventure de L'Étoile mystérieuse. Haddock apparaît également accoudé à une table de bar, à l'arrière-plan d'une case du premier tome de La Vallée des Immortels, la dix-neuvième aventure de Blake et Mortimer, parue en 2018,. En 2022, dans l'album Spirou chez les fous, réalisé par Jul et Libon pour les éditions Dupuis, Spirou retrouve Fantasio à l'hôpital psychiatrique d'Angoulême, quand celui-ci, manifestement atteint de folie, se prend pour le capitaine Haddock.
Par ailleurs, le chanteur Leeroy écrit une chanson intitulée Capitaine Haddock pour son album Noir fluo, sorti en 2016, qu'il interprète avec Tété.